# Liste der Biografien/Peters
Liste der Biografien |
Portal Biografien |
Personensuche
# |
A |
B |
C |
D |
E |
F |
G |
H |
I |
J |
K |
L |
M |
N |
O |
P |
Q |
R |
S |
T |
U |
V |
W |
X |
Y |
Z |
?
 
Pa |
Pc |
Pe |
Pf |
Ph |
Pi |
Pj |
Pk |
Pl |
Pm |
Pn |
Po |
Pr |
Ps |
Pt |
Pu |
Pv |
Pw |
Py
 
Pea |
Peb |
Pec |
Ped |
Pee |
Pef |
Peg |
Peh |
Pei |
Pej |
Pek |
Pel |
Pem |
Pen |
Peo |
Pep |
Peq |
Per |
Pes |
Pet |
Peu |
Pev |
Pew |
Pex |
Pey |
Pez
 
Peta |
Petc |
Pete |
Peth |
Peti |
Petj |
Petk |
Petl |
Petm |
Peto |
Petr |
Pets |
Pett |
Petu |
Petw |
Pety |
Petz
 
Petea |
Petec |
Petei |
Petek |
Petel |
Peten |
Peter |
Petes
 
Peter, A |
Peter, B |
Peter, C |
Peter, D |
Peter, E |
Peter, F |
Peter, G |
Peter, H |
Peter, I |
Peter, J |
Peter, K |
Peter, L |
Peter, M |
Peter, N |
Peter, O |
Peter, P |
Peter, R |
Peter, S |
Peter, T |
Peter, U |
Peter, V |
Peter, W |
Peter, Y |
Peter, Z |
Petera |
Peterb |
Peterd |
Petere |
Peterf |
Peterh |
Peteri |
Peterk |
Peterl |
Peterm |
Petern |
Peters |
Petery |
Peterz
Die Liste der Biografien führt alle Personen auf, die in der deutschsprachigen Wikipedia einen Artikel haben. Dieses ist eine Teilliste mit 931 Einträgen von Personen, deren Namen mit den Buchstaben „Peters“ beginnt.

## Peters

### Peters S
- Peters Seevers, Ekhart (* 1943), costa-ricanischer Diplomat

### Peters, A – Peters, W

#### Peters, A
- Peters, Achim (* 1957), deutscher Internist
- Peters, Adolf (1803–1876), deutscher Pädagoge, Mathematiker und Schriftsteller
- Peters, Albert († 1989), deutscher Verwaltungsbeamter
- Peters, Albert (1862–1938), deutscher Augenarzt
- Peters, Albert (1892–1944), österreichischer Opernsänger (Tenor)
- Peters, Albrecht (1924–1987), deutscher lutherischer Pfarrer und systematischer Theologe
- Peters, Alice (1929–2021), deutsche Künstlerin
- Peters, Anderson (* 1997), grenadischer Speerwerfer
- Peters, Andreas Andrej (* 1958), deutscher Schriftsteller aus Russland
- Peters, Andrew (* 1980), kanadischer Eishockeyspieler
- Peters, Andrew James (1872–1938), US-amerikanischer Politiker
- Peters, Angelika (* 1946), deutsche Politikerin (SPD), MdL, Staatssekretärin des Landes Mecklenburg-Vorpommern
- Peters, Anna (1843–1926), deutsche Blumen-, Stillleben- und Landschaftsmalerin
- Peters, Anna (* 1901), deutsche Kommunalpolitikerin (SPD) und Verfassungsrichterin
- Peters, Anna (* 1996), deutsche Politikerin (Bündnis 90/Die Grünen)Anna Peters (* 1996)

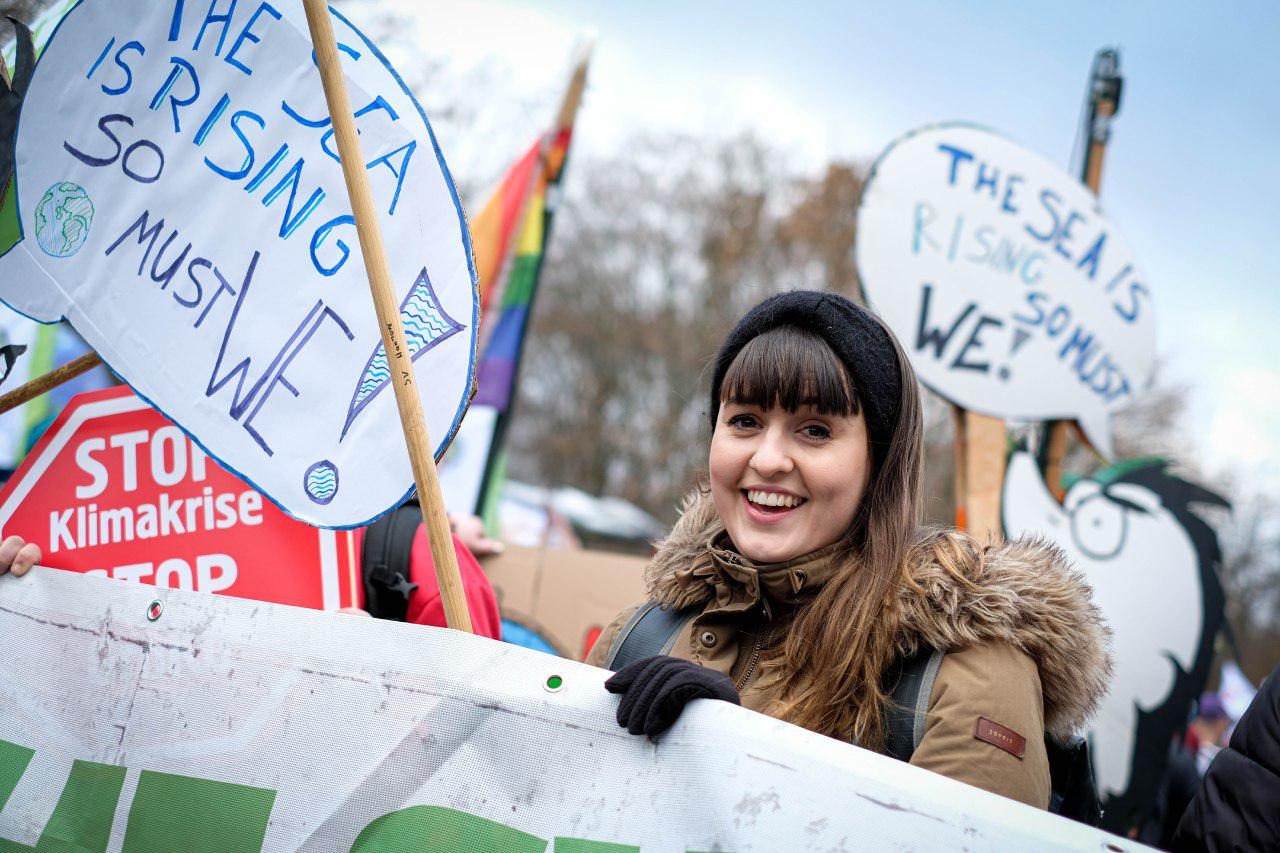
Anna Peters (* 1996)

- Peters, Anna-Margareta (* 1939), deutsche Botschafterin und Diplomatin
- Peters, Anne (* 1964), deutsche Rechtswissenschaftlerin, Professorin für Völker- und Staatsrecht
- Peters, Anthony (* 1990), kanadischer Eishockeytorwart und -trainer
- Peters, Antonia (* 1958), deutsche Autorin und Aktivistin für seelische Gesundheit
- Peters, Aribert (* 1948), deutscher Physiker und Verbraucherschützer
- Peters, Arno (1916–2002), deutscher Historiker Kartograph
- Peters, Arnold (1922–1996), kanadischer Politiker (CCF/NDP)
- Peters, Audrey (1927–2019), US-amerikanische Schauspielerin
- Peters, August (1817–1864), deutscher Erzähler
- Peters, August (1931–1986), deutscher römisch-katholischer Geistlicher und Weihbischof in Aachen
- Peters, Axel (* 1944), deutscher Bildhauer

#### Peters, B
- Peters, Barbara (* 1942), deutsche Schauspielerin, Synchronsprecherin und Sängerin
- Peters, Barbara (* 1954), deutsche Kinder- und Jugendbuchautorin
- Peters, Beate (* 1959), deutsche Leichtathletin und Olympiateilnehmerin
- Peters, Benedikt (* 1950), schwedisch-deutschschweizerischer evangelikaler Theologe, Dozent und Autor
- Peters, Bent (* 1940), dänischer Radrennfahrer
- Peters, Bernadette (* 1948), US-amerikanische Schauspielerin und SängerinBernadette Peters (* 1948)

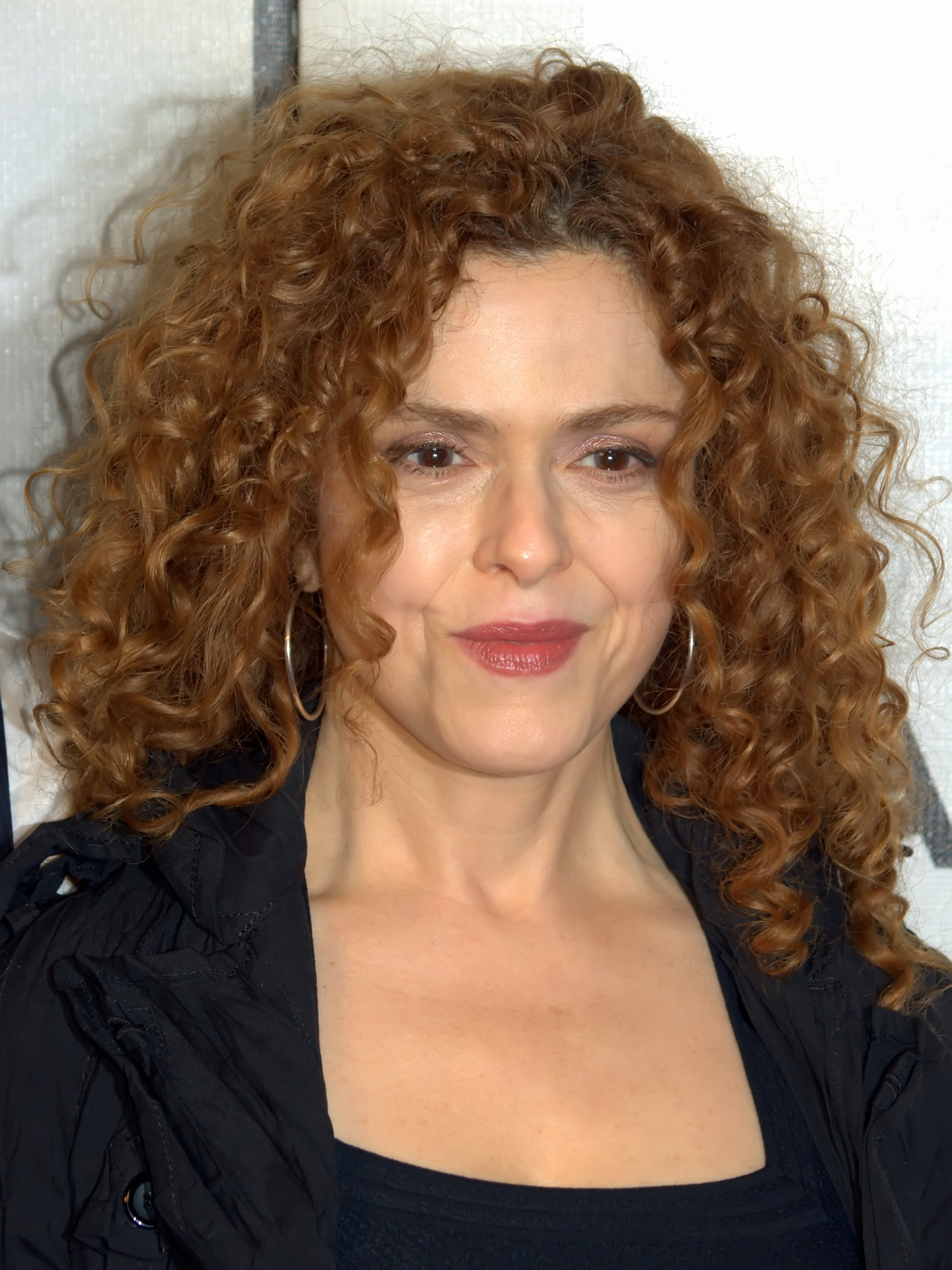
Bernadette Peters (* 1948)

- Peters, Bernhard (1817–1866), deutscher Maler, Zeichner und Zeichenlehrer
- Peters, Bernhard (1949–2005), deutscher Politologe und Professor am Institut für Interkulturelle und Internationale Studien
- Peters, Bernhard (* 1960), deutscher Feldhockey-Trainer
- Peters, Bill (* 1965), kanadischer Eishockeyspieler und -trainer
- Peters, Birgit (* 1978), deutsche Rechtswissenschaftlerin
- Peters, Bobby (* 1949), US-amerikanischer Jurist und Politiker
- Peters, Brigitte (1949–2025), deutsche Theaterschauspielerin und Hörspielsprecherin
- Peters, Britta (* 1967), deutsche Kuratorin, Künstlerische Leiterin von Urbane Künste Ruhr
- Peters, Brock (1927–2005), US-amerikanischer Schauspieler und Sänger
- Peters, Bruno (1884–1960), deutscher KPD-Funktionär und Widerstandskämpfer
- Peters, Burkhard (* 1953), deutscher Jurist und Politiker (Bündnis 90/Die Grünen), MdL
- Peters, Butz (* 1958), deutscher Rechtsanwalt, Moderator, Journalist und Autor

#### Peters, C
- Peters, Carl (1818–1891), deutscher Instrumentenbauer in Neustrelitz
- Peters, Carl (1856–1918), deutscher Politiker, Publizist, Kolonialist und Afrikaforscher
- Peters, Carl (1868–1936), deutscher Unternehmer und Handelskaufmann
- Peters, Carl Ferdinand (1825–1881), Arzt, Geologe, Mineraloge und Paläontologe
- Peters, Carl Friedrich (1779–1827), deutscher Musikalien- und Buchhändler sowie Verleger
- Peters, Carl Friedrich Wilhelm (1844–1894), deutscher Astronom
- Peters, Carol (1932–2022), US-amerikanische Eiskunstläuferin
- Peters, Caroline (* 1971), deutsche SchauspielerinCaroline Peters (* 1971)

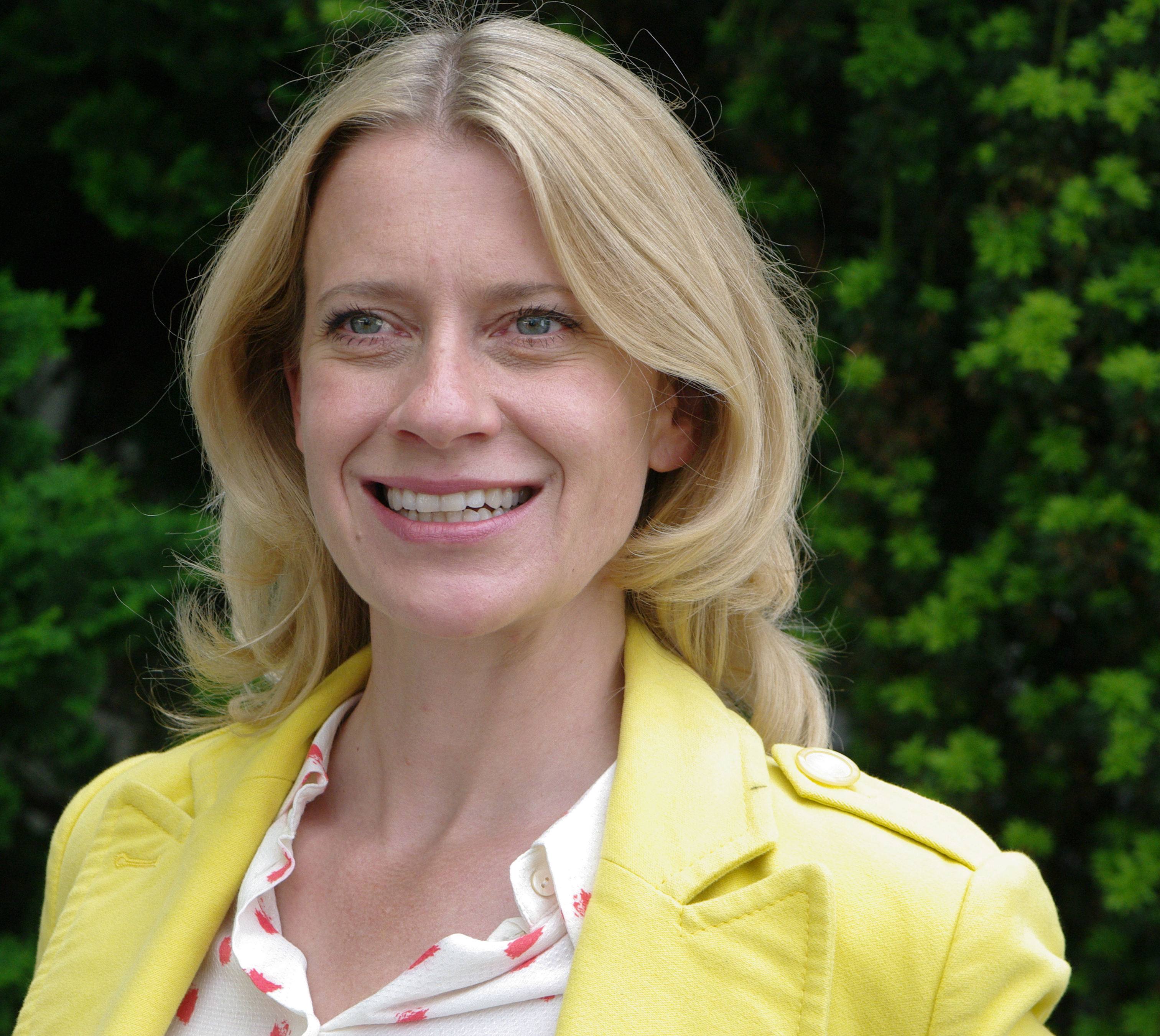
Caroline Peters (* 1971)

- Peters, Cas (* 1993), niederländischer Fußballspieler
- Peters, Charles Rollo (1862–1928), amerikanischer Maler
- Peters, Charlie (* 1951), US-amerikanischer Drehbuchautor und Filmregisseur
- Peters, Charlie (* 2000), deutscher Volleyballspieler
- Peters, Chris (* 1949), niederländischer Mathematiker
- Peters, Christa (1933–1981), deutsche Fotografin
- Peters, Christel (1916–2009), deutsche Schauspielerin
- Peters, Christian (1711–1755), Jurist und Ratsherr der Hansestadt Lübeck
- Peters, Christian (* 1961), deutscher evangelischer Theologe und Kirchenhistoriker
- Peters, Christian August Friedrich (1806–1880), deutscher Astronom
- Peters, Christian Beppo (* 1979), deutscher Theaterschauspieler
- Peters, Christian Heinrich Friedrich (1813–1890), deutsch-amerikanischer Astronom
- Peters, Christian Johann Friedrich (1822–1889), deutscher Lehrer
- Peters, Christoph (* 1966), deutscher Schriftsteller
- Peters, Clarke (* 1952), US-amerikanischer Schauspieler, Sänger, Tänzer und AutorClarke Peters (* 1952)

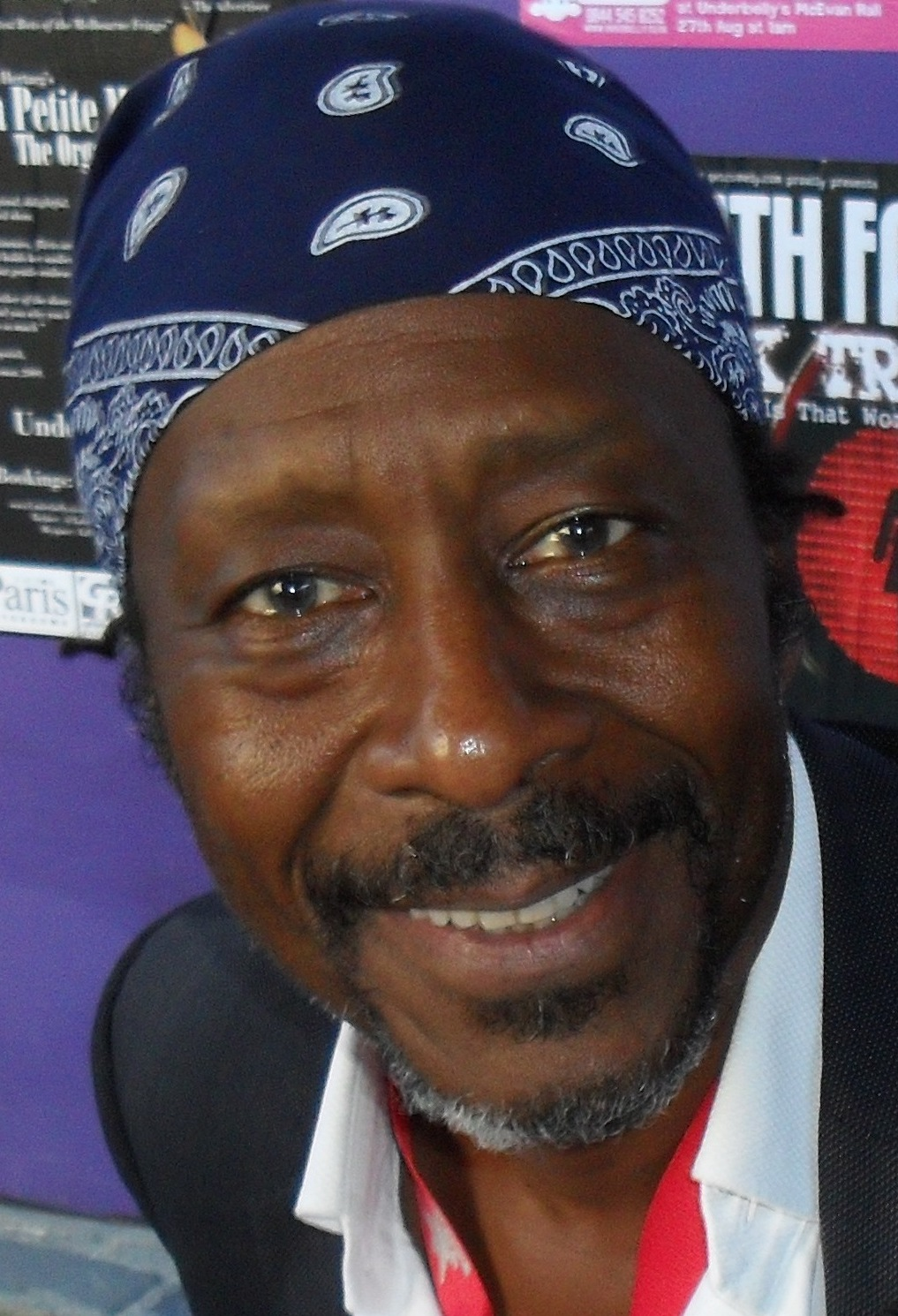
Clarke Peters (* 1952)

- Peters, Corey (* 1983), neuseeländischer Para-Ski-Sportler
- Peters, Corey (* 1988), US-amerikanischer American-Football-Spieler
- Peters, Curt (1905–1943), deutscher katholischer Theologe und Orientalist

#### Peters, D
- Peters, Dan (* 1967), US-amerikanischer Schlagzeuger (Mudhoney, Nirvana)
- Peters, Daniel (* 1977), US-amerikanischer Eishockeyspieler
- Peters, Daniel (* 1981), deutscher Politiker (CDU), MdL
- Peters, David (* 1987), US-amerikanischer Pokerspieler
- Peters, Dennis Alaba (1927–1996), gambischer Schauspieler
- Peters, Dierk (* 1986), deutscher Jazzmusiker (Vibraphon, Komposition)
- Peters, Dieter, deutscher Postbeamter und Heimatforscher
- Peters, Dieter Stefan (* 1932), deutscher Ornithologe und Paläontologe
- Peters, Dietmar (* 1949), deutscher Eishockeyspieler (Verteidiger)
- Peters, Dimitri (* 1984), deutscher Judoka
- Peters, Dipuo (* 1960), südafrikanische Politikerin
- Peters, Dirk (* 1949), deutscher Technik- und Schifffahrthistoriker
- Peters, Don (1921–2002), US-amerikanischer Drehbuchautor
- Peters, Duane (* 1961), US-amerikanischer Skater und Sänger

#### Peters, E
- Peters, Edith (1926–2000), US-amerikanische Sängerin und SchauspielerinEdith Peters (1926–2000)

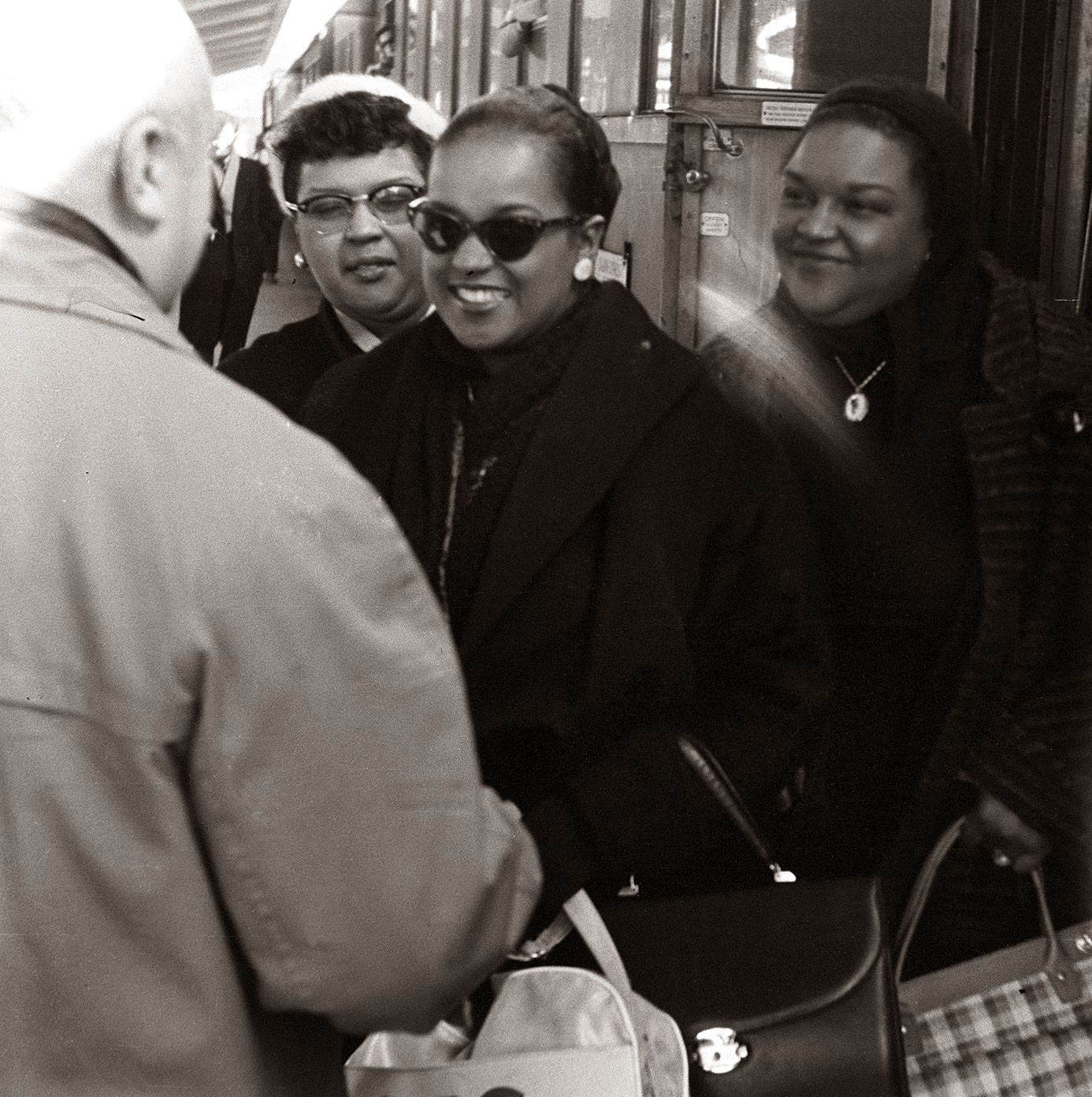
Edith Peters (1926–2000)

- Peters, Eduard (1869–1948), deutscher Postbeamter, Prähistoriker und Entdecker des nach ihm benannten Petersfels
- Peters, Egbert (1928–2011), deutscher Jurist und Professor an der Universität Tübingen
- Peters, Eginhard (1932–2014), deutscher Meteorologe
- Peters, Elisabeth (* 1964), deutsche Kunsthistorikerin
- Peters, Elizabeth (1927–2013), US-amerikanische Krimi-Schriftstellerin
- Peters, Elke (1945–2023), deutsche Filmproduzentin
- Peters, Emil (1882–1934), deutscher Kommunalpolitiker und von Bürgermeister von Detmold (1920–1933)
- Peters, Emma (* 1996), französische Pop- und Chanson-Sängerin
- Peters, Eric (* 1952), deutscher Maler
- Peters, Ernst (1869–1960), deutscher Musikpädagoge und Komponist
- Peters, Eva (* 1939), deutsche Politikerin (CDU), MdL
- Peters, Evan (* 1987), US-amerikanischer SchauspielerEvan Peters (* 1987)

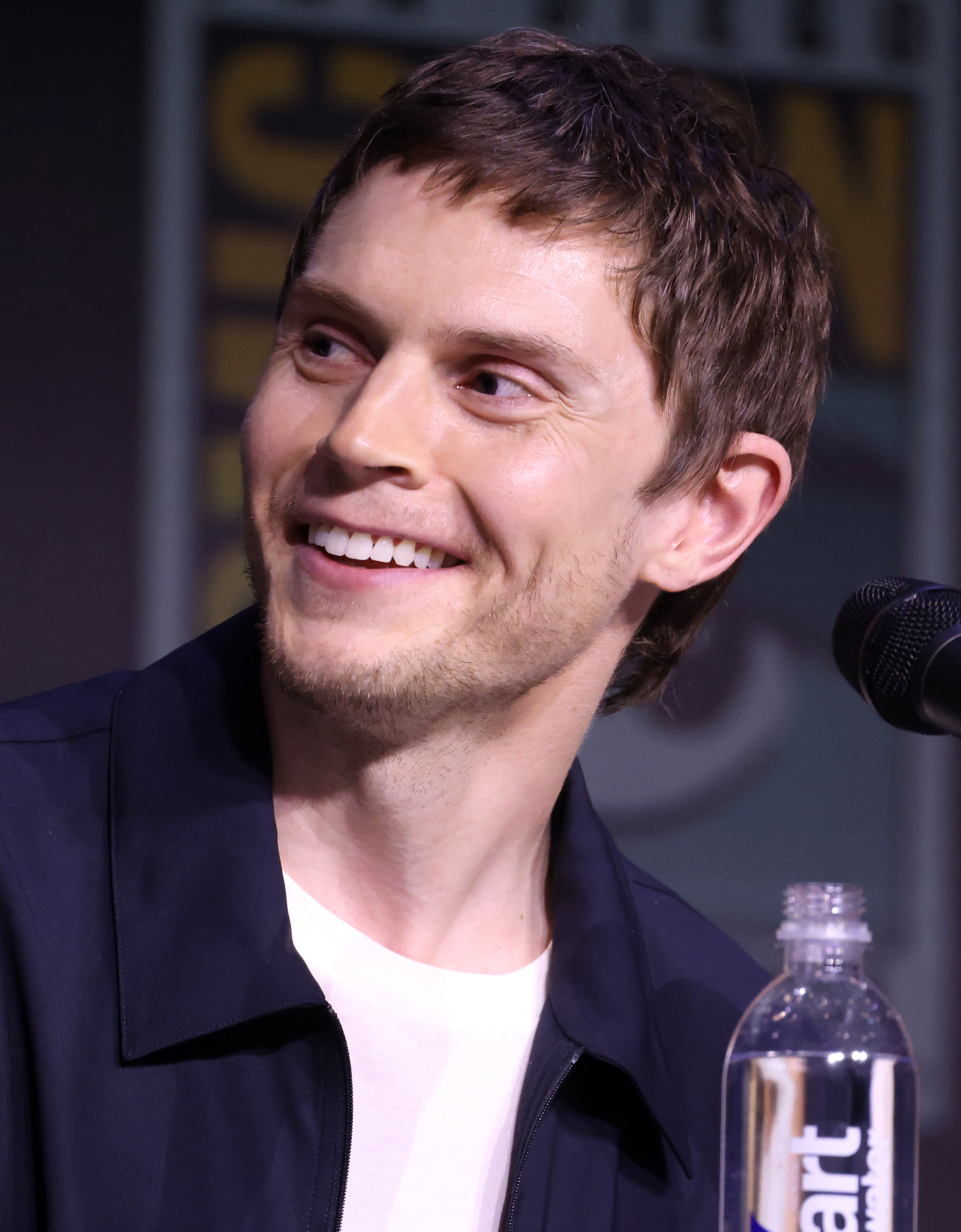
Evan Peters (* 1987)

- Peters, Evelyn (1925–2014), deutsche Schauspielerin und Krimiautorin

#### Peters, F
- Peters, Fabian, niederländischer Orgelbauer in Nordostdeutschland
- Peters, Felicitas, deutsche Schauspielerin
- Peters, Femi († 2018), gambischer Politiker und Botschafter
- Peters, Francis Edward (1927–2020), US-amerikanischer Religionswissenschaftler
- Peters, Frank (1942–2022), deutscher Rechtswissenschaftler
- Peters, Frank (* 1966), deutscher Basketballspieler
- Peters, Franz (1888–1933), deutscher Politiker (SPD), MdRFranz Peters (1888–1933)

Franz Peters (1888–1933)

- Peters, Franz (* 1956), deutscher Künstler und Lyriker
- Peters, Franz Joseph (1875–1957), deutscher katholischer Priester, Professor und Theologe
- Peters, Franziska (* 1979), deutsche Juristin, Richterin am Bundesfinanzhof
- Peters, Fred (* 1977), deutscher Hörfunk- und Fernsehmoderator
- Peters, Friedrich (1549–1617), deutscher evangelischer Theologe und Sprichwörtersammler
- Peters, Friedrich (1906–1977), deutscher Kommunalpolitiker (DP)
- Peters, Friedrich Ernst (1890–1962), deutscher Schriftsteller
- Peters, Friedrich Wilhelm Ernst (* 1812), deutscher Regierungsbeamter
- Peters, Fritz (1819–1897), deutscher Landwirt und Fachautor
- Peters, Fritz (1903–1970), deutscher Archivar und Heimatforscher
- Peters, Fritz Wilhelm Emanuel (1865–1932), deutscher Bauingenieur

#### Peters, G
- Peters, Gaby (* 1980), deutsche Objekt- und Installationskünstlerin
- Peters, Gary (* 1954), englischer Fußballspieler und Trainer
- Peters, Gary (* 1958), amerikanischer Politiker der Demokratischen Partei
- Peters, Georg (1908–1992), deutscher Politiker (SPD), MdB
- Peters, Georg (1951–2018), deutscher Mediziner und Mikrobiologe
- Peters, George Henry (1863–1947), US-amerikanischer Astronom
- Peters, George W. (1907–1988), US-amerikanischer evangelikaler Missionswissenschaftler
- Peters, Gerard (1920–2005), niederländischer Radrennfahrer
- Peters, Gerd (1906–1987), deutscher Mediziner
- Peters, Gerd (1934–2023), deutscher Seeoffizier, Journalist und Autor
- Peters, Gerhard (1899–1995), deutscher Kunsthistoriker
- Peters, Gerhard (1900–1974), deutscher Chemiker und Manager
- Peters, Glen, Klimawissenschaftler
- Peters, Grégoire (* 1961), französischer Jazzmusiker (Saxophon, Flöte)
- Peters, Gudrun (* 1951), deutsche Politikerin (SPD), MdL
- Peters, Guido (1866–1937), österreichischer Komponist und Pianist
- Peters, Günter (1907–1987), deutscher Maler, Museums- und Tierpark-Direktor in der DDR
- Peters, Günter (* 1944), deutscher Politiker (SPD), MdL
- Peters, Günther (1932–2023), deutscher Odonatologe und Herpetologe
- Peters, Gustav (1885–1959), tschechoslowakischer Politiker deutscher Nationalität und Publizist
- Peters, Gustav (1891–1979), deutscher Lehrer und Heimatforscher
- Peters, Guy (* 1944), US-amerikanischer Politikwissenschaftler und Hochschullehrer

#### Peters, H
- Peters, Hanns (1930–2015), deutscher Ruderer und Geistlicher
- Peters, Hans (1851–1936), deutscher Sozialpädagoge und Lehrer für Naturwissenschaften
- Peters, Hans (1884–1947), deutscher Marineoffizier, zuletzt Vizeadmiral (Ing.) der Kriegsmarine
- Peters, Hans (1885–1978), deutscher Graphiker, Maler und Kunstpädagoge
- Peters, Hans (1886–1915), deutscher Rechtswissenschaftler und Rechtshistoriker
- Peters, Hans (1896–1966), deutscher Rechtswissenschaftler, Staatsrechtler und Politiker (CDU)
- Peters, Hans (* 1933), deutscher Politiker (SPD), Abgeordneter der Hamburgischen Bürgerschaft
- Peters, Hans Heinrich (* 1945), deutscher Wirtschaftswissenschaftler und Hochschullehrer
- Peters, Hans Jochen (1944–2008), deutscher Diplomat
- Peters, Hans O. (1894–1980), deutschamerikanischer Architekt und Filmarchitekt
- Peters, Hans-Helmut (1908–1987), deutscher evangelisch-lutherischer Theologe und Landessuperintendent
- Peters, Hans-Otto (1941–2020), deutscher Fußballspieler
- Peters, Hans-Rudolf (* 1932), deutscher Ökonom
- Peters, Hans-Walter (* 1955), deutscher PrivatbankierHans-Walter Peters (* 1955)

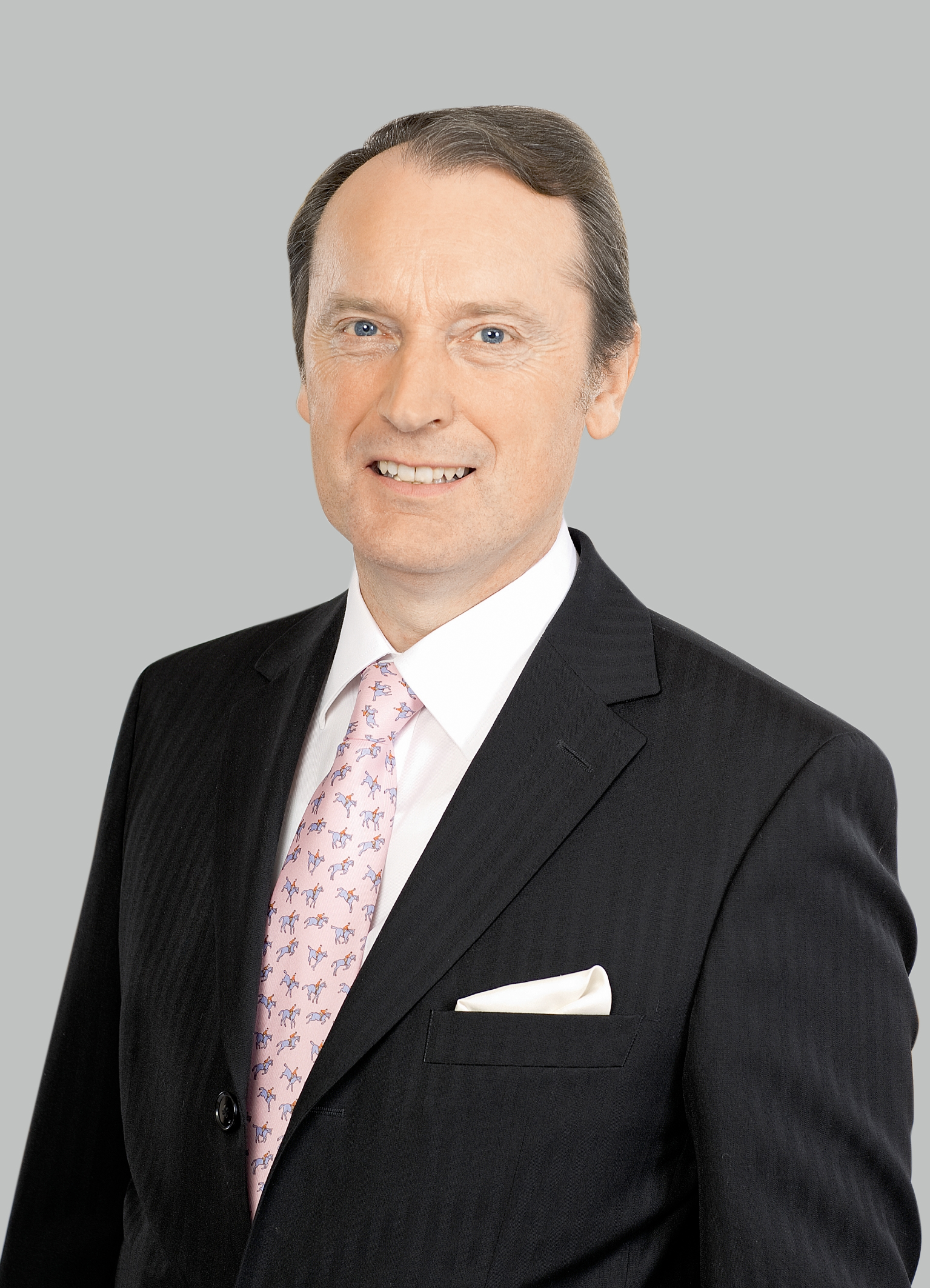
Hans-Walter Peters (* 1955)

- Peters, Hartwig (1784–1848), deutscher Pastor in Koldenbüttel und Flensburg
- Peters, Hartwig Patrick (* 1957), deutscher Regisseur, Drehbuchautor und Schauspieler
- Peters, Heini, deutscher Fußballspieler
- Peters, Heinrich, deutscher Regattasegler
- Peters, Heinrich († 1951), deutscher Verwaltungsjurist
- Peters, Heinrich (1879–1963), deutscher Bankkaufmann, Bankier, Unternehmer und Mäzen
- Peters, Heinrich (1890–1957), deutscher SS-Obersturmführer im KZ Ravensbrück
- Peters, Heinrich August, deutscher Steinbildhauer
- Peters, Heinz (1905–1992), deutscher Kapitän zur See der Bundesmarine
- Peters, Heinz (1926–2001), deutscher Opernsänger (Bass) und Opernregisseur
- Peters, Heinz (* 1951), deutscher Diplomat
- Peters, Heinz-Joachim (* 1950), deutscher Rechtswissenschaftler
- Peters, Hela (1885–1973), deutsche Malerin und Grafikerin
- Peters, Helge (* 1937), deutscher Soziologe und Kriminologe
- Peters, Helmut (1930–2023), deutscher Sinologe
- Peters, Helmut (* 1938), deutscher Kirchenmusiker und Musikpädagoge
- Peters, Helmut (* 1951), deutscher Kinderneurologe
- Peters, Herbert (1925–2006), deutscher Bildhauer und Graphiker
- Peters, Hermann (1814–1873), Advokat und kurhessischer Abgeordneter
- Peters, Hermann (1869–1947), deutscher Pastor, Pädagoge, Heimatpfleger, Schulbuchautor
- Peters, Hermann (1872–1940), deutscher Politiker (SPD), MdL
- Peters, Hermann (1873–1951), deutscher Politiker (SPD), MdL
- Peters, Hermann (1886–1970), deutscher Maler und Grafiker
- Peters, Hermann (1907–1985), deutscher Zoologe
- Peters, Hermann Werner (1931–1984), deutscher Schriftsteller
- Peters, Hertha (1905–1987), deutsche Kommunalpolitikerin (SPD)
- Peters, Hildegard (1923–2017), deutsche Malerin und Lehrerin
- Peters, Hinrich (1898–1971), deutscher Politiker (SPD), MdL
- Peters, Horst (1910–2000), deutscher Rechtswissenschaftler
- Peters, Horst (1947–2019), deutscher Sprecher, Rezitator und Schauspieler
- Peters, House Jr. (1916–2008), US-amerikanischer Schauspieler
- Peters, House senior (1880–1967), britisch-amerikanischer Schauspieler
- Peters, Hugo (1892–1982), deutscher Bildhauer
- Peters, Hugo (1911–2005), deutscher Kunstpädagoge, Künstler und Schriftsteller
- Peters, Humphrey Sarfaraz, Bischof der Church of Pakistan

#### Peters, I
- Peters, Ilse (1893–1980), deutsche evangelische Religionspädagogin
- Peters, Ilse (1932–2019), deutsche Filmeditorin
- Peters, Ina (1928–2004), österreichische Bühnen- und Filmschauspielerin
- Peters, Ingrid (* 1954), deutsche SängerinIngrid Peters (* 1954)

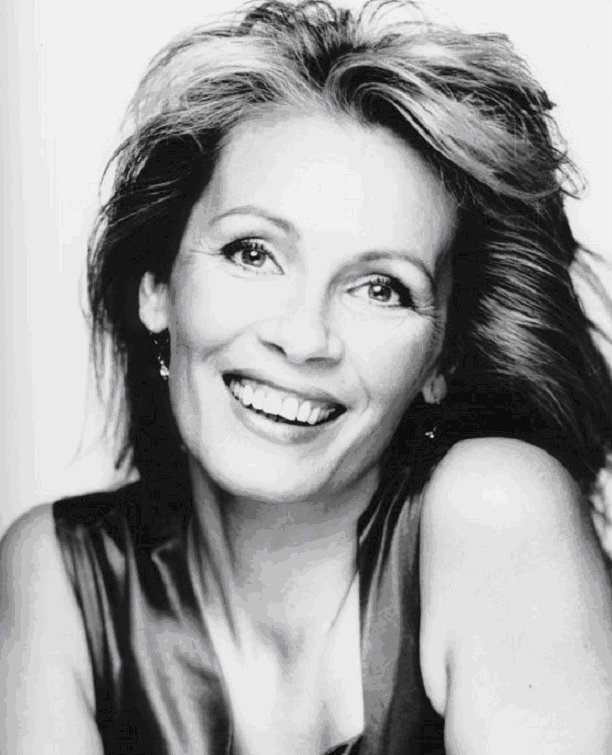
Ingrid Peters (* 1954)

- Peters, Isabella (* 1983), deutsche Informationswissenschaftlerin

#### Peters, J
- Peters, Jacob (1842–1913), deutscher Gutsbesitzer und Abgeordneter
- Peters, Jaime (* 1987), kanadischer Fußballspieler
- Peters, Jakob (1873–1944), deutscher Agrarwissenschaftler
- Peters, Jakow Christoforowitsch (1886–1938), sowjetischer Revolutionär lettischer Herkunft und Mitgründer sowie Leiter der Tscheka (1918)
- Peters, James Lee (1889–1952), US-amerikanischer Ornithologe und Museumskurator
- Peters, Jan (1932–2011), deutscher Historiker
- Peters, Jan (* 1953), niederländischer Fußballspieler
- Peters, Jan (* 1954), niederländischer Fußballspieler
- Peters, Jan (* 1976), deutscher Informatiker
- Peters, Jan-Eric (* 1965), deutscher Journalist
- Peters, Jan-Michael (* 1962), deutscher Zell- und Molekularbiologe
- Peters, Jarno (* 1993), deutscher Fußballtorhüter
- Peters, Jason (* 1982), US-amerikanischer American-Football-Spieler
- Peters, Jean (1926–2000), US-amerikanische Schauspielerin
- Peters, Jean (* 1984), deutscher Journalist, Autor und AktionskünstlerJean Peters (* 1984)

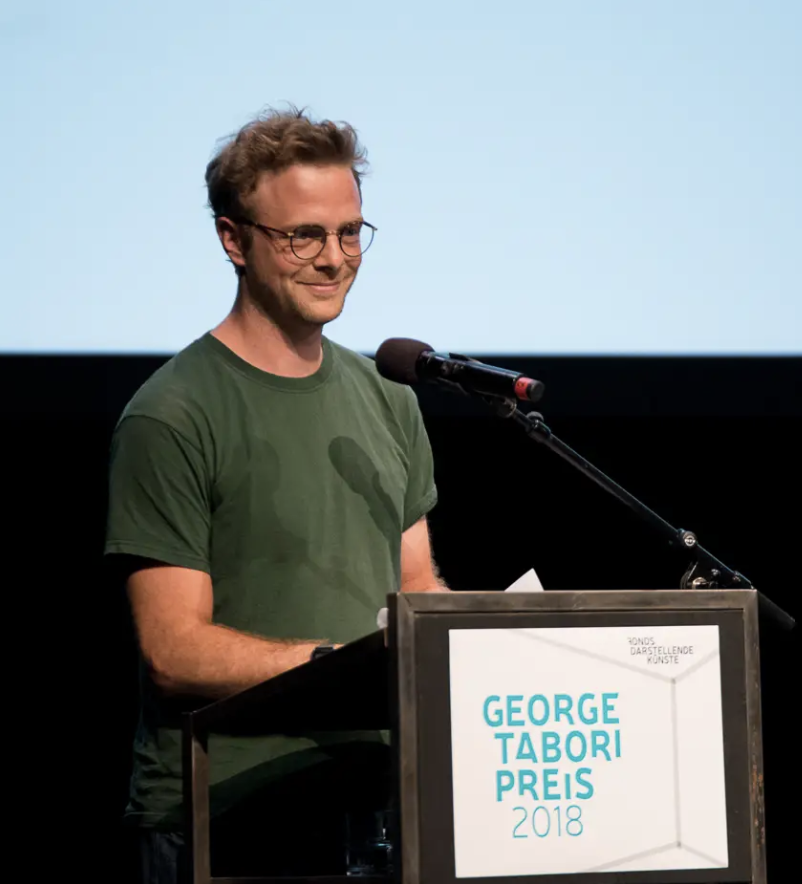
Jean Peters (* 1984)

- Peters, Jim (1918–1999), britischer Langstreckenläufer
- Peters, JJ (* 1982), australischer Rockmusiker
- Peters, Joachim (1712–1788), deutscher Fernhandelskaufmann und Bürgermeister der Hansestadt Lübeck
- Peters, Joachim H. (* 1958), deutscher Polizist, Autor und Kabarettist
- Peters, Joan (1936–2015), amerikanische Journalistin und Autorin
- Peters, Joanne (* 1979), australische Fußballspielerin
- Peters, Johann (1820–1870), deutscher Musiker und Komponist
- Peters, Johann (1831–1897), luxemburgischer Jesuit
- Peters, Johann (* 1910), deutscher DBD-Funktionär, MdV
- Peters, Johann (1918–2002), deutscher Unternehmer
- Peters, Johann Anton de (1725–1795), deutscher Maler des Rokoko
- Peters, Johann Caspar (1836–1909), deutscher Politiker (Zentrum) und Gymnasiallehrer
- Peters, Johann Heinrich († 1754), deutscher Steinbildhauer
- Peters, Johann Hinrich (* 1938), deutscher Arzt, Zellbiologe und Immunologe
- Peters, Johannes (1841–1909), deutscher Jurist und Politiker (NLP), MdR
- Peters, Johannes (1899–1990), deutscher Jurist und Politiker (CDU), Landesminister NRW, MdL NRW
- Peters, Johannes D. (1915–1986), deutscher Hörspielautor und Kolumnist
- Peters, Johannes Wilhelm (1927–1999), deutscher Politiker (SPD), MdEP
- Peters, John († 1986), britischer Söldner und Unternehmer
- Peters, John A. (1822–1904), US-amerikanischer Jurist und Politiker
- Peters, John A. (1864–1953), US-amerikanischer Jurist und Politiker
- Peters, John Samuel (1772–1858), US-amerikanischer Politiker, Gouverneur von Connecticut
- Peters, Jon (* 1945), US-amerikanischer Filmproduzent
- Peters, Jörg Michael (* 1960), deutscher Weihbischof in Trier und Titularbischof von Fordongianus auf Sizilien
- Peters, Joris (* 1958), belgischer Zoologe
- Peters, Josef (1914–2001), deutscher Automobilrennfahrer
- Peters, Joseph Martin (1894–1943), belgischer römisch-katholischer Geistlicher und Märtyrer
- Peters, Joshy (* 1957), deutscher SchauspielerJoshy Peters (* 1957)

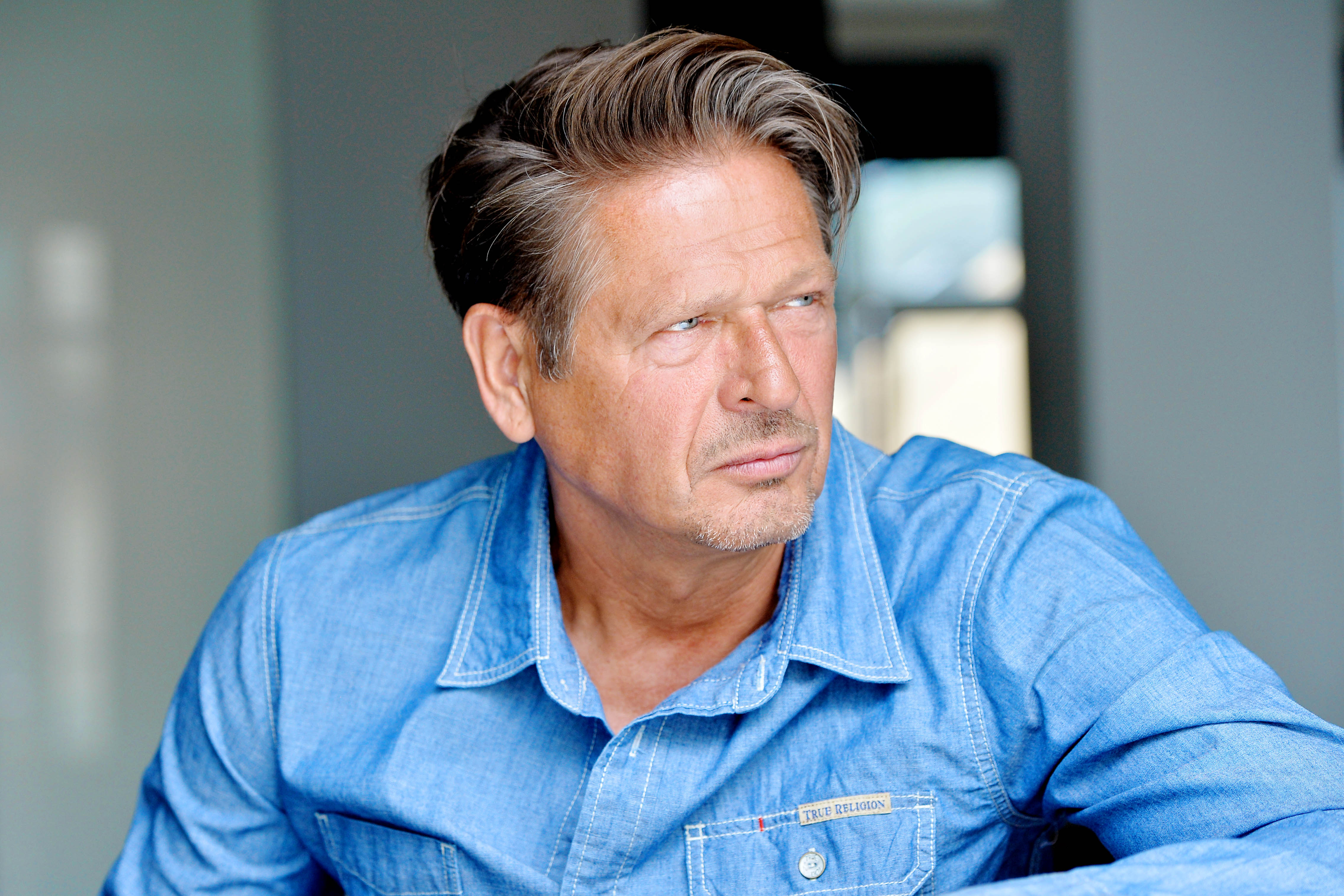
Joshy Peters (* 1957)

- Peters, Julie Anne (1952–2023), US-amerikanische Jugendbuchautorin
- Peters, Julius (1900–1970), deutscher nationalsozialistischer Kommunalpolitiker
- Peters, Jürgen (1931–2009), deutscher Designer
- Peters, Jürgen (1940–2013), deutscher Germanist
- Peters, Jürgen (* 1944), deutscher Gewerkschaftsfunktionär
- Peters, Justin (* 1986), kanadischer Eishockeytorwart und -trainer

#### Peters, K
- Peters, Kari (* 1985), luxemburgischer Skilangläufer
- Peters, Karin (* 1979), deutsche Literaturwissenschaftlerin und Professorin für Romanische Literatur- und Kulturwissenschaft
- Peters, Karl (1904–1998), deutscher Jurist
- Peters, Karl (* 1939), deutscher Richter am Bundessozialgericht
- Peters, Karl Christian (1911–1944), deutscher Maler, Zeichner und Illustrator
- Peters, Karl Kurt (* 1905), deutscher Übersetzer
- Peters, Karl-Heinz (1903–1990), deutscher Schauspieler
- Peters, Karsten (1935–1990), deutscher Filmkritiker, Autor, Chefredakteur, Schauspieler
- Peters, Kay, deutscher Betriebswirt und Hochschullehrer (Universität Hamburg)
- Peters, Keith (1915–1989), englischer Fußballspieler
- Peters, Kerstin (* 1967), deutsche Ruderin
- Peters, Klaus (1936–2024), deutscher Verwaltungsjurist und Gründungs- und Altkanzler der Bergischen Universität in Wuppertal
- Peters, Klaus (1937–2014), deutscher Mathematiker und Verleger
- Peters, Klaus (1950–2023), deutscher Politiker (CDU), MdBB
- Peters, Kristina (* 1968), deutsche Hockeyspielerin
- Peters, Kristina-Maria (* 1985), deutsche Theater- und Filmschauspielerin
- Peters, Kurt (1897–1978), österreichischer Chemiker
- Peters, Kurt (1915–1996), deutscher Tänzer, Tanzkritiker, Tanzpädagoge und Verleger

#### Peters, L
- Peters, Laine (* 1970), kanadische Curlerin
- Peters, Lauri (* 1943), US-amerikanische Schauspielerin in Film, Fernsehen und Theater
- Peters, Lenrie (1932–2009), gambischer Chirurg und Schriftsteller
- Peters, Lenrie Senior (1894–1968), gambischer Verleger
- Peters, Leo (* 1944), deutscher Archivar, Historiker, Autor und Professor für Geschichte
- Peters, Lilo (1913–2001), deutsche Malerin und Bildhauerin
- Peters, Lisa (1933–2010), deutsche Politikerin (FDP), MdB
- Peters, Loek (* 1974), niederländischer Schauspieler
- Peters, Lorenz (1878–1959), deutscher Kapitän und Kap Hoornier
- Peters, Lorenz Conrad (1885–1949), deutscher Autor im nordfriesischen Sprachraum und Studienrat
- Peters, Luan (1946–2017), britische Schauspielerin und Sängerin
- Peters, Luc (* 1992), niederländischer Dartspieler

#### Peters, M
- Peters, M. Vera (1911–1993), kanadische Medizinerin und Hochschullehrerin
- Peters, Maisie (* 2000), britische Singer-Songwriterin
- Peters, Manfred (* 1937), deutscher Handballspieler
- Peters, Marcus (* 1993), US-amerikanischer American-Football-Spieler
- Peters, Mareike (* 1986), deutsche Leichtathletin
- Peters, Mario (* 1944), deutscher Jazzpianist und Komponist
- Peters, Markus (* 1965), deutscher Journalist und Schriftsteller
- Peters, Martin (1943–2019), englischer FußballspielerMartin Peters (1943–2019)

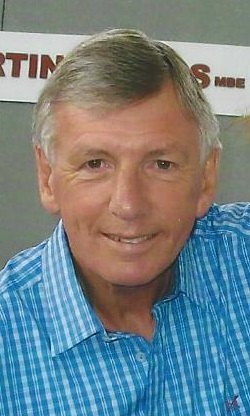
Martin Peters (1943–2019)

- Peters, Martina (* 1985), deutsche Comiczeichnerin
- Peters, Mary (* 1939), britische Leichtathletin, Olympiasiegerin im Fünfkampf
- Peters, Mary (* 1948), US-amerikanische Politikerin
- Peters, Mary, US-amerikanische ehemalige Stuntwomen und Schauspielerin
- Peters, Mason S. (1844–1914), US-amerikanischer Politiker
- Peters, Matt, US-amerikanischer SchauspielerMatt Peters

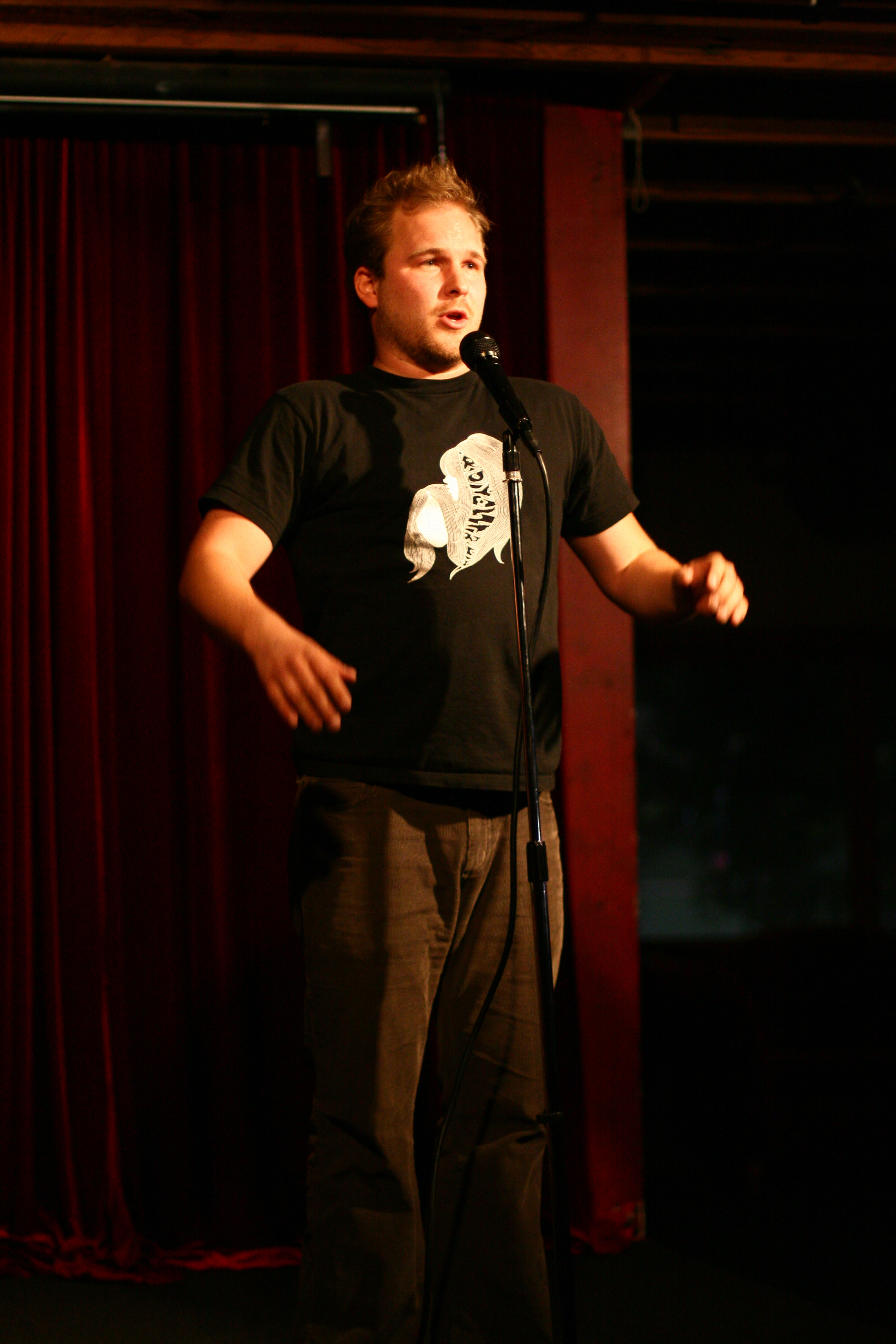
Matt Peters

- Peters, Max (1849–1927), deutscher Komponist, Organist und Klaviervirtuose
- Peters, Max (1856–1933), deutscher Ministerialbeamter und Staatssekretär
- Peters, Max (1878–1934), deutscher Verwaltungsjurist, Landrat in Allenstein
- Peters, Max (1888–1961), deutscher Konteradmiral der Kriegsmarine
- Peters, Maximilian (1908–2001), deutscher KZ-Lagerarzt
- Peters, Maxwell (* 1955), antiguanischer Dreispringer
- Peters, Meike, deutsche Kochbuchautorin und Bloggerin
- Peters, Meinolf (* 1952), deutscher Psychologe, Psychotherapeut und Hochschullehrer
- Peters, Michael (* 1971), französisch-deutscher Medienmanager
- Peters, Mike (1933–2023), britischer Jazzmusiker (Trompete)
- Peters, Mike (* 1943), US-amerikanischer Comiczeichner
- Peters, Molly (1942–2017), britische Schauspielerin und Model
- Peters, Moritz (* 1981), deutscher Theaterregisseur und Schauspieler

#### Peters, N
- Peters, Nans (* 1994), französischer Radrennfahrer
- Peters, Natalie (* 1976), deutsche Improvisationsmusikerin (Stimme, Komposition)
- Peters, Nikolaj (1766–1825), dänischer Tier- und Stilllebenmaler sowie Radierer
- Peters, Nikolaus (1795–1875), Porträtmaler
- Peters, Norbert (1863–1938), katholischer Priester und Hochschullehrer
- Peters, Norbert (1942–2015), österreichischer Ingenieur, Direktor des Instituts für Technische Verbrennung der RWTH Aachen
- Peters, Norbert Walter (* 1954), deutscher Musiker

#### Peters, O
- Peters, Olaf (* 1956), deutscher Gewichtheber und späterer Bodybuilder
- Peters, Olaf (* 1964), deutscher Kunsthistoriker und Hochschullehrer
- Peters, Olivier (* 1955), französischer Jazzmusiker (Saxophon)
- Peters, Otto (1835–1920), deutscher Maler
- Peters, Otto (* 1926), deutscher Hochschulrektor
- Peters, Otto Seraphim (1858–1908), österreichischer Landschaftsmaler

#### Peters, P
- Peters, Patrick (* 1983), deutscher Hochschullehrer und Publizist
- Peters, Paulhans (1923–2011), deutscher Architekt, Architekturkritiker und Publizist
- Peters, Pete, US-amerikanischer Rockabilly-Musiker
- Peters, Peter (1876–1922), preußischer Landrat des Kreises Mayen (1909/18)
- Peters, Peter (* 1962), deutscher Journalist und FußballfunktionärPeter Peters (* 1962)

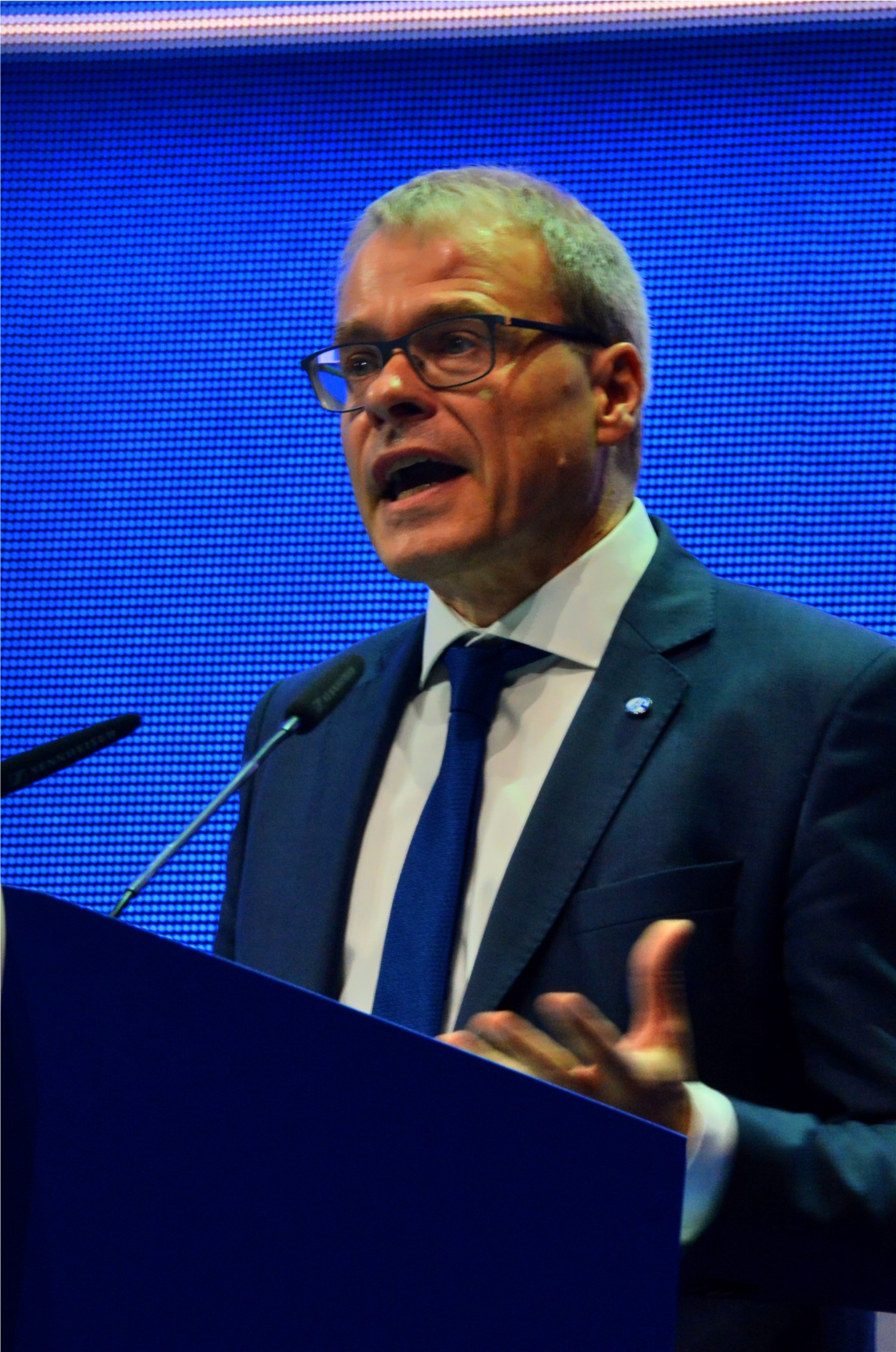
Peter Peters (* 1962)

- Peters, Peter Friedrich (1848–1918), deutscher Architekt, Münsterbaumeister in Aachen
- Peters, Peter J. (1946–2011), US-amerikanischer Pastor
- Peters, Petra (1925–2004), deutsche Schauspielerin
- Peters, Pierre (* 1953), luxemburgischer Aktivist, Autor und Volkswirt
- Peters, Piet (1921–1993), niederländischer Radrennfahrer
- Peters, Pieter Francis (1818–1903), niederländischer Landschaftsmaler, Zeichner und Kunsthändler
- Peters, Pietronella (1848–1924), deutsche Malerin

#### Peters, R
- Peters, Ralf (* 1960), deutscher Fotograf
- Peters, Ralph (* 1952), US-amerikanischer Offizier, Militärschriftsteller, -theoretiker und -analyst, Autor und Kolumnist
- Peters, Reinhard (1926–2008), deutscher Dirigent und Musiker
- Peters, René (* 1971), deutscher Chemiker
- Peters, René (* 1981), luxemburgischer Fußballspieler
- Peters, Richard (1835–1869), deutscher Ingenieur sowie Vorsitzender und Gründungsmitglied des VDI
- Peters, Richard (1872–1956), deutscher Politiker und Bürgermeister von Northeim (1903–1934)
- Peters, Richard (1889–1977), deutscher Lehrer und Politiker (SPD, KPD)
- Peters, Richard junior (1744–1828), US-amerikanischer Jurist und Politiker
- Peters, Richard Stanley (1919–2011), britischer Philosoph
- Peters, Robert (1883–1954), deutscher Kommunalpolitiker
- Peters, Robert (* 1970), antiguanischer Radrennfahrer
- Peters, Roberta (1930–2017), US-amerikanische Opern-, Operetten-, Musical-, Lied- und Konzertsängerin (Sopran)
- Peters, Roland, deutscher Basketballspieler
- Peters, Roland (1951–2018), deutscher Eishockeyspieler
- Peters, Rolf-Herbert (* 1961), deutscher Historiker, Journalist und Autor
- Peters, Ronja (* 1989), deutsche Schauspielerin und Synchronsprecherin
- Peters, Rotimi (* 1955), nigerianischer Leichtathlet
- Peters, Rudolf (1888–1979), deutscher Jurist und Kommunalpolitiker
- Peters, Rudolf (1899–1990), deutscher Marineoffizier, Konteradmiral im Zweiten Weltkrieg
- Peters, Rudolf (1913–2008), deutscher Bergsteiger und Bergführer
- Peters, Rudolph Albert (1889–1982), britischer Biochemiker und Mediziner
- Peters, Russell (* 1970), kanadischer Komiker und SchauspielerRussell Peters (* 1970)

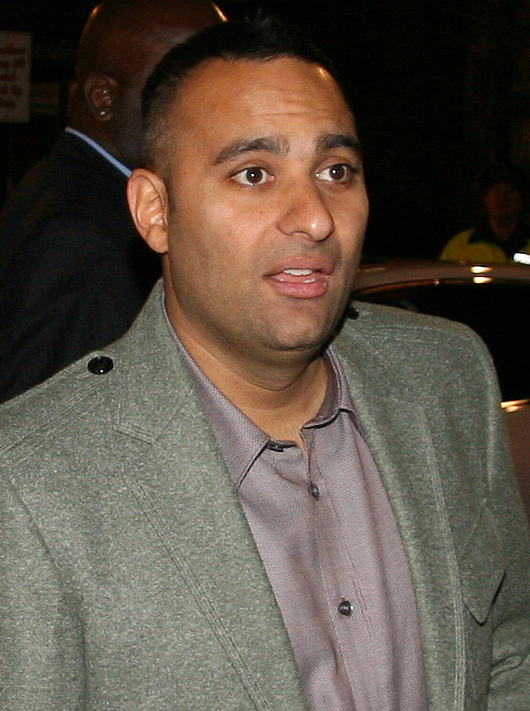
Russell Peters (* 1970)

#### Peters, S
- Peters, Sabine (1913–1982), deutsche Bühnen- und Filmschauspielerin
- Peters, Sabine (* 1961), deutsche Schriftstellerin
- Peters, Samuel R. (1842–1910), US-amerikanischer Politiker
- Peters, Sandra (* 1969), deutsche Künstlerin
- Peters, Sascha (* 1969), deutscher Fußballspieler
- Peters, Scott (* 1958), US-amerikanischer Politiker der Demokratischen Partei
- Peters, Sidney (1885–1976), britischer Politiker (Liberal Party, später National Liberal Party)
- Peters, Silke (* 1967), deutsche Autorin, Künstlerin und Herausgeberin
- Peters, Simone, deutsche Ingenieurin und Richterin am Bundespatentgericht
- Peters, Sonja (* 1976), niederländische Rollstuhltennisspielerin
- Peters, Stefan (* 1970), deutscher Schlagersänger, Komponist und Musikproduzent
- Peters, Stefan (* 1982), deutscher Politikwissenschaftler
- Peters, Steffen (* 1964), US-amerikanischer Dressurreiter deutscher Herkunft
- Peters, Steven (* 1987), deutscher Ingenieur
- Peters, Stormy, US-amerikanische Informatikerin
- Peters, Susan (1921–1952), US-amerikanische Filmschauspielerin
- Peters, Sven (* 1970), deutscher Fußballspieler (DDR)

#### Peters, T
- Peters, Theo (1902–1942), deutscher Verwaltungsjurist, Kreisdirektor in Hessen, Regierungsvizepräsident in Marienwerder
- Peters, Theo (* 1964), deutscher Wirtschaftswissenschaftler
- Peters, Theodor (1841–1908), deutscher Ingenieur
- Peters, Theodor (1926–2008), deutscher Mediziner
- Peters, Thomas (1738–1792), afrikanischer Freiheitskämpfer
- Peters, Thomas Maria (* 1969), deutscher Schauspieler und Regisseur
- Peters, Thoralf (* 1968), deutscher Ruderer
- Peters, Tiemo Rainer (1938–2017), deutscher katholischer Theologe und Philosoph
- Peters, Tim (* 1973), deutscher Jurist und Politikwissenschaftler
- Peters, Tim (* 1990), deutscher Musikproduzent, Schlagersänger und -komponistTim Peters (* 1990)

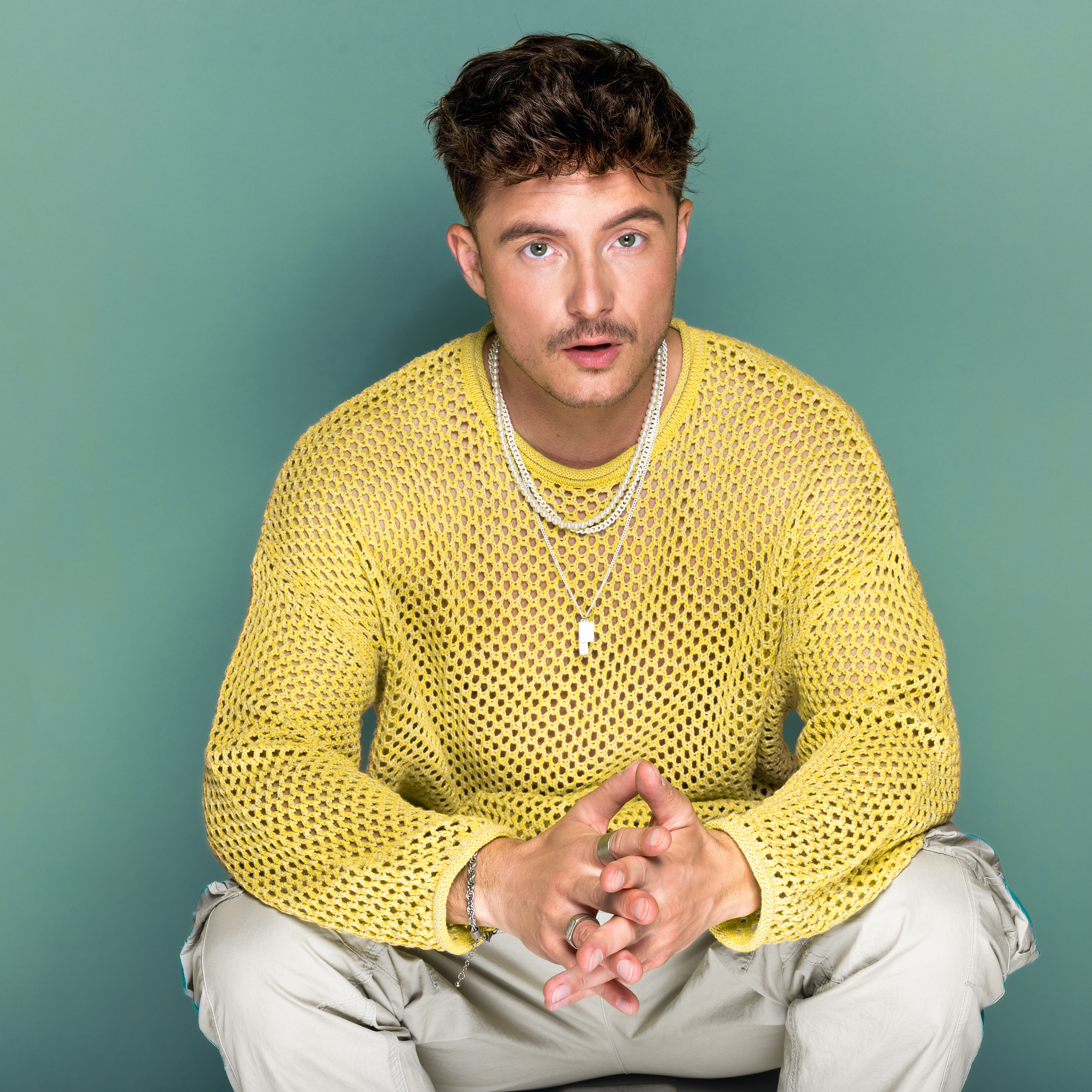
Tim Peters (* 1990)

- Peters, Tom (* 1942), US-amerikanischer Unternehmensberater
- Peters, Tony (1941–2012), belgischer Soziologe und Kriminologe
- Peters, Torrey (* 1981), US-amerikanische Autorin
- Peters, Trevor (* 1943), deutscher Filmregisseur und Drehbuchautor

#### Peters, U
- Peters, Udo (1883–1964), deutscher Landschaftsmaler
- Peters, Ulrich (1878–1939), deutscher Pädagoge
- Peters, Ulrich (1922–2003), deutsches Mitglied der Volkskammer der DDR
- Peters, Ulrich (* 1955), deutscher Opernregisseur und Intendant
- Peters, Ulrich (* 1957), deutscher Basketballspieler
- Peters, Ulrike (* 1957), deutsche Religionswissenschaftlerin
- Peters, Ursula (* 1944), deutsche Altgermanistin
- Peters, Ursula (* 1955), deutsche Politikerin (FDP), MdL
- Peters, Uwe Henrik (1930–2023), deutscher Psychiater, Neurologe und Autor

#### Peters, V
- Peters, Veronika (* 1966), deutsche SchriftstellerinVeronika Peters (* 1966)

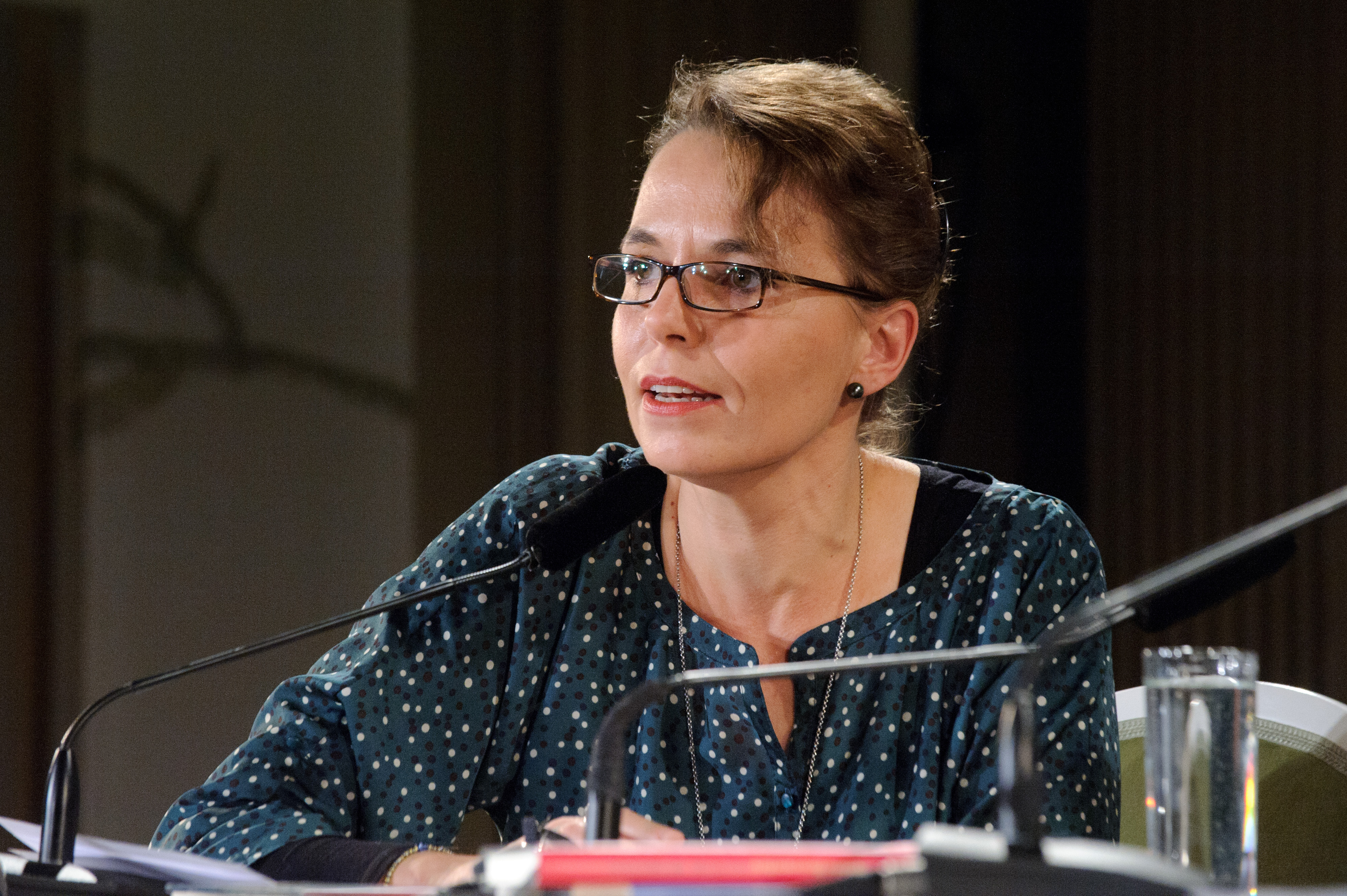
Veronika Peters (* 1966)

#### Peters, W
- Peters, Wallace (1924–2018), britischer Mediziner und Entomologe
- Peters, Walter (1912–1979), deutscher Landwirt und Politiker (FDP), MdB
- Peters, Warren (* 1982), kanadischer Eishockeyspieler
- Peters, Werner (1893–1962), deutscher Marineoffizier und Ministerialbeamter
- Peters, Werner (1906–1990), deutscher Landwirt und Politiker (CDU), MdL
- Peters, Werner (1918–1971), deutscher Theater-, Film- und Fernsehschauspieler und Synchronsprecher
- Peters, Werner (1929–2003), deutscher Zoologe und Zellbiologe
- Peters, Werner (* 1941), deutscher Philosoph und Unternehmer
- Peters, Wilfried (* 1963), deutscher Richter
- Peters, Wilhelm (1815–1883), deutscher Naturforscher, Zoologe, Anatom und Entdecker
- Peters, Wilhelm († 1903), deutscher Historienmaler, Kupferstecher und Freskenmaler
- Peters, Wilhelm (1880–1963), Psychologe und Hochschullehrer
- Peters, Wilhelm (1901–1941), deutscher Fußballspieler, -schiedsrichter und Verbandsfunktionär
- Peters, Wilhelm Otto (1851–1935), norwegischer Maler
- Peters, Willem (1903–1995), niederländischer Leichtathlet
- Peters, William Wesley (1912–1991), amerikanischer Architekt und IngenieurWilliam Wesley Peters (1912–1991)

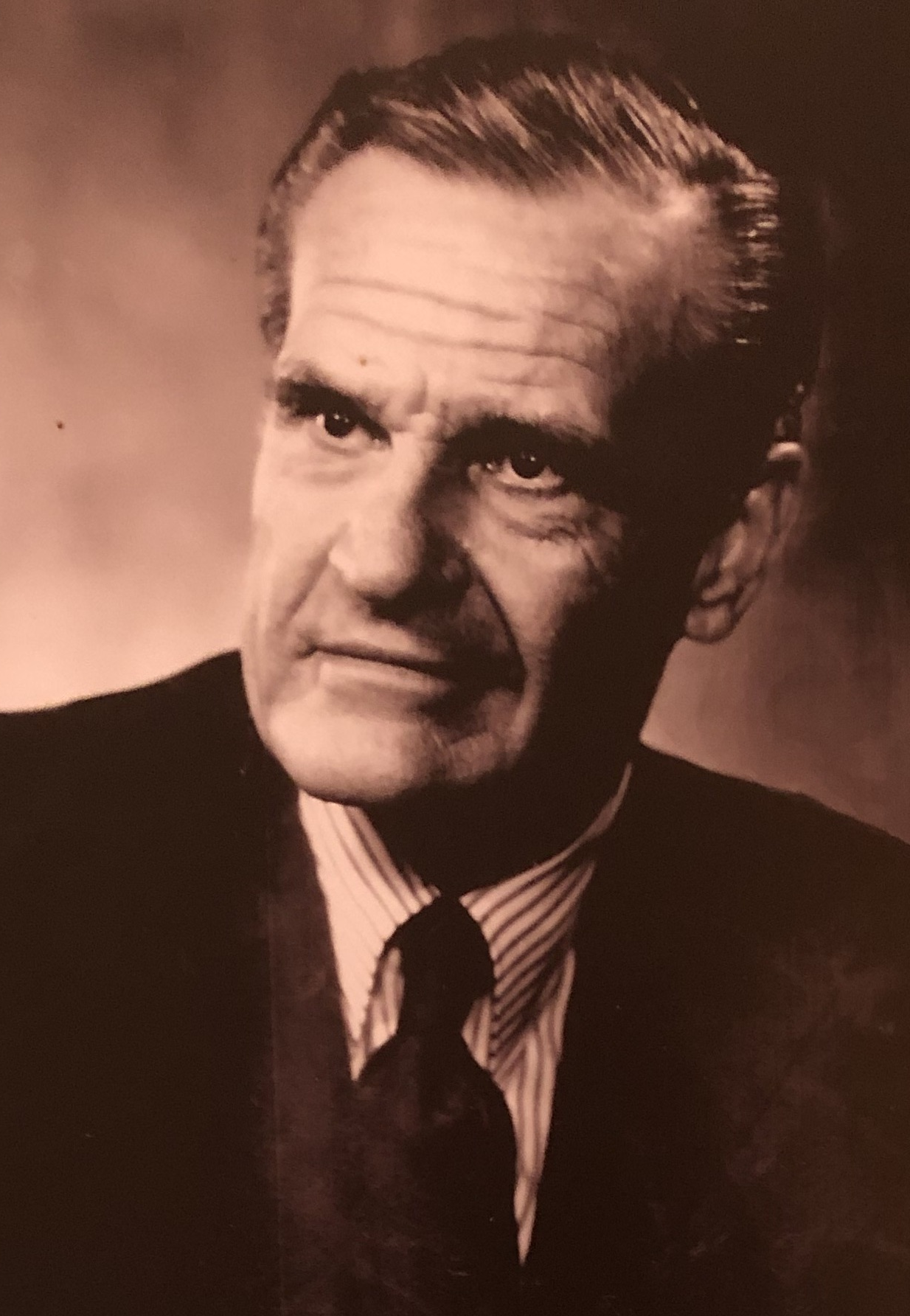
William Wesley Peters (1912–1991)

- Peters, Willy (1859–1905), deutscher Theaterschauspieler und Oberregisseur
- Peters, Winston (* 1945), neuseeländischer PolitikerWinston Peters (* 1945)

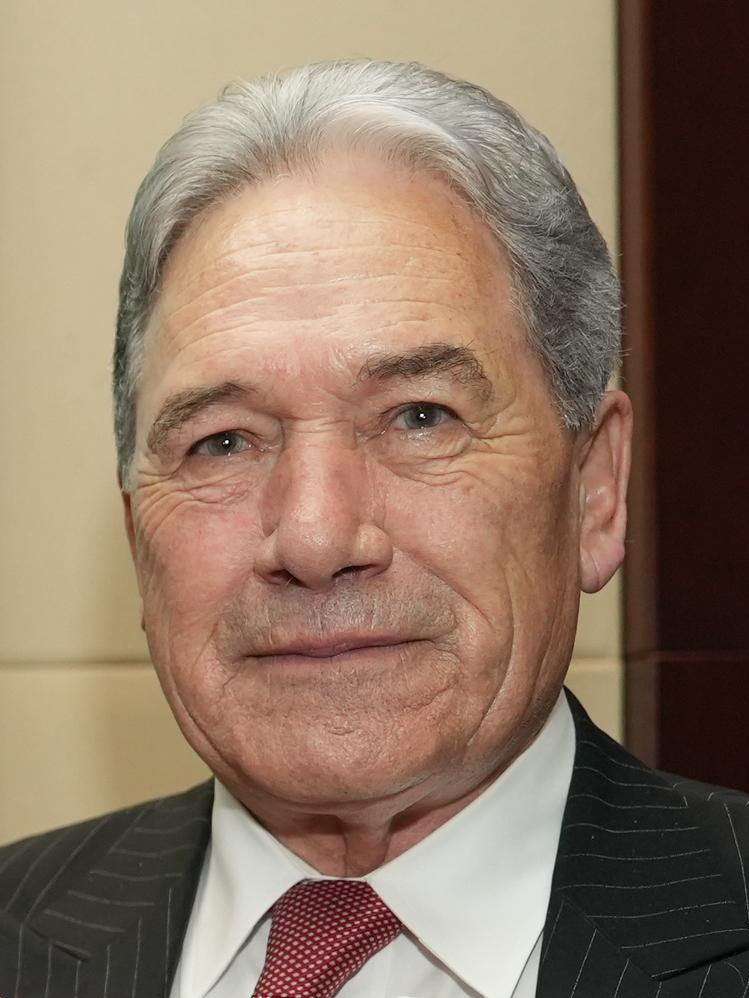
Winston Peters (* 1945)

- Peters, Wolfgang (1929–2003), deutscher Fußballspieler
- Peters, Wolfgang, deutscher Tischtennisspieler
- Peters, Wolfgang (* 1946), deutscher Journalist
- Peters, Wolfgang (* 1948), deutscher Kanute

### Peters-

#### Peters-A
- Peters-Arnolds, Henri (1897–1988), niederländisch-deutscher Schauspieler und Theaterregisseur
- Peters-Arnolds, Philine (* 1954), deutsche Schauspielerin und Synchronsprecherin
- Peters-Arnolds, Philipp (* 1990), deutscher Schauspieler
- Peters-Arnolds, Pierre (* 1957), deutscher Schauspieler, Synchronsprecher, Dialogbuchautor und Synchronregisseur

#### Peters-H
- Peters-Hirt, Antje (* 1953), deutsche Germanistin und Direktorin der Gesellschaft zur Beförderung gemeinnütziger Tätigkeit in Lübeck

#### Peters-M
- Peters-Messer, Jakob (* 1963), deutscher Opernregisseur

#### Peters-P
- Peters-Pawlinin, Helge (1903–1981), deutscher Tänzer, Choreograf und Bühnenbildner

#### Peters-R
- Peters-Rehwinkel, Insa (* 1968), deutsche Politikerin (SPD), MdBB
- Peters-Rohse, Gisela (1938–2023), deutsche Tänzerin, Tanzpädagogin, Tanzkritikerin

### Petersa
- Petersamer, Alexandra (* 1968), deutsche Opern-, Lied-, Konzert- und Oratoriensängerin (Mezzosopran)

### Petersb
- Petersburski, Jerzy (1895–1979), polnischer Schlagerkomponist

### Petersc
- Petersch, Oliver (* 1989), deutscher Fußballspieler

### Petersd
- Petersdorf, Jochen (1934–2008), deutscher Satiriker und Schriftsteller
- Petersdorf, Klaus (* 1937), deutscher Sportfunktionär
- Petersdorff, Dirk von (* 1966), deutscher Literaturwissenschaftler und SchriftstellerDirk von Petersdorff (* 1966)

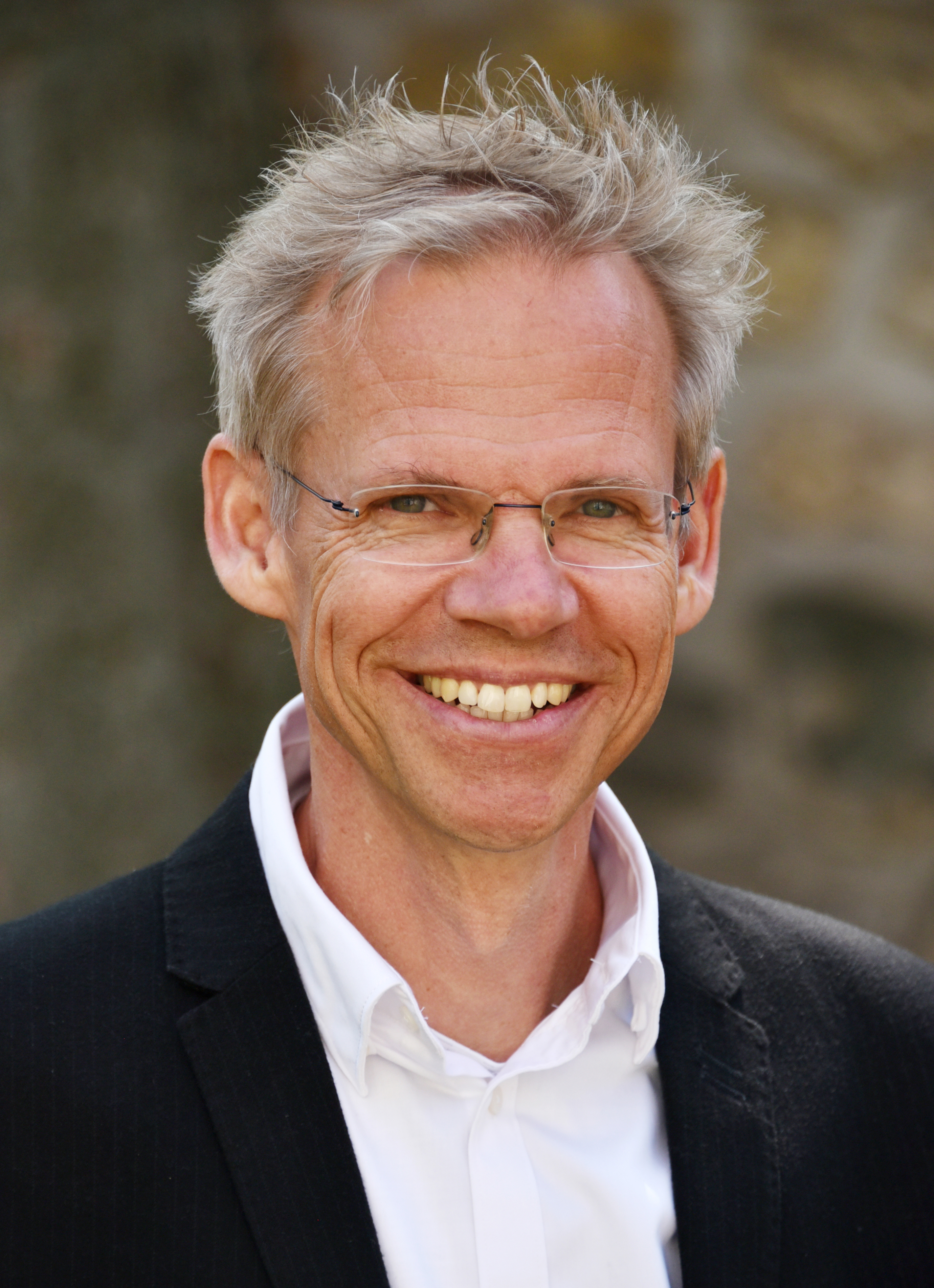
Dirk von Petersdorff (* 1966)

- Petersdorff, Eggert Christian von (1707–1783), preußischer Generalleutnant, Chef des Infanterieregiments Nr. 10
- Petersdorff, Egon von (1892–1963), deutscher Theologe und Schriftsteller
- Petersdorff, Ernst von (1841–1903), preußischer Generalleutnant, Kommandeur der 17. Division
- Petersdorff, Friedrich von (1775–1854), preußischer Generalleutnant, Kommandant von Thorn
- Petersdorff, Griet von (* 1962), deutsche Fernsehjournalistin
- Petersdorff, Gudrun (* 1955), deutsche Malerin und Grafikerin
- Petersdorff, Hans Georg von († 1707), Landrat, Provisor im Kloster Dobbertin
- Petersdorff, Herbert von (1881–1964), deutscher Schwimmer
- Petersdorff, Herman von (1864–1929), deutscher Historiker, Archivar und Autor
- Petersdorff, Horst von (1892–1962), deutscher Offizier und SA-Führer
- Petersdorff, Jobst Ludwig von (1708–1788), polnischer Oberst
- Petersdorff, Ludwig von (1826–1889), preußischer Generalleutnant und Kommandeur der 29. Division
- Petersdorff-Campen, Winand von (* 1963), deutscher Journalist
- Petersdotter, Lasse (* 1990), deutscher Politiker (Bündnis 90/Die Grünen), MdLLasse Petersdotter (* 1990)

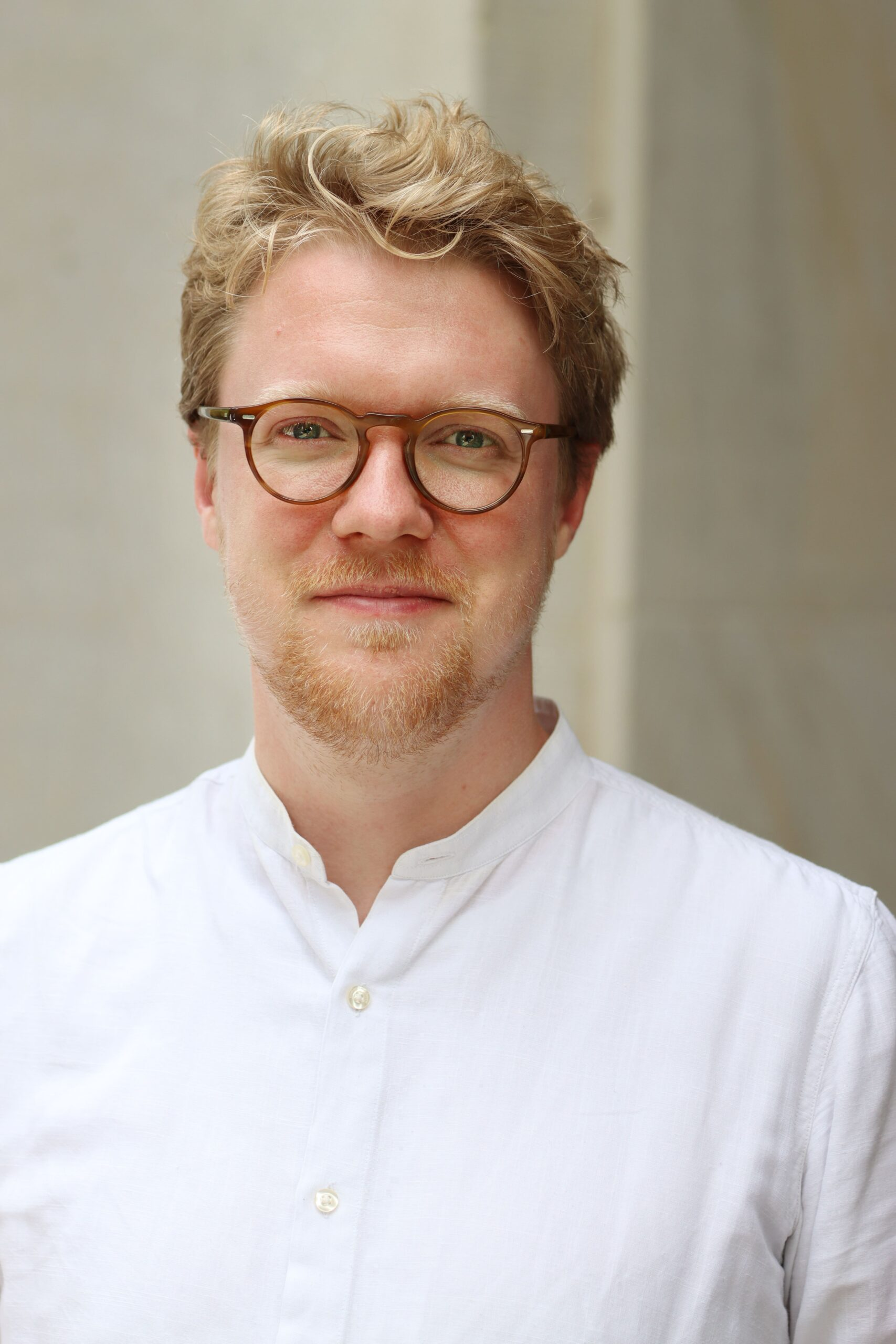
Lasse Petersdotter (* 1990)

### Peterse

#### Petersei
- Peterseil, Franz (1907–1991), österreichischer Politiker (NSDAP), MdR und SS-Führer

#### Petersen, A – Petersenn

##### Petersen, A
- Petersen, A. Willi (1949–2018), deutscher Berufspädagoge und Hochschullehrer
- Petersen, Adolf (1874–1949), preußischer Postbeamter, Lokalpolitiker und Heimatforscher
- Petersen, Adolph Cornelius (1804–1854), deutscher Astronom
- Petersen, Agnes (1906–1973), dänische Stummfilmschauspielerin
- Petersen, Albert (1883–1943), deutscher Schriftsteller
- Petersen, Albert (1892–1967), deutscher Politiker
- Petersen, Alfred (1885–1960), deutscher Manager, Vorsitzender des Vorstandes der Metallgesellschaft und erster Präsident der IHK Frankfurt
- Petersen, Alfred (1909–2004), deutscher evangelischer Theologe
- Petersen, Anders (1876–1968), dänischer Sportschütze
- Petersen, Anders (* 1944), schwedischer Fotograf
- Petersen, Anders (* 1959), deutscher Grafiker und Objektkünstler
- Petersen, Andre (1978–2021), südafrikanischer Jazzmusiker (Piano, Komposition)
- Petersen, Andreas (* 1961), deutscher Historiker
- Petersen, Andreas (* 1968), deutscher Organist und Komponist
- Petersen, Andrew (1870–1952), US-amerikanischer Politiker
- Petersen, Anja, deutsche Opernsängerin der Stimmlage Sopran
- Petersen, Anker Eli (* 1959), färöischer Grafiker, Briefmarken-Gestalter und Autor
- Petersen, Ann (1927–2003), belgische Schauspielerin
- Petersen, Ann (* 1966), dänische Opernsängerin
- Petersen, Anna Maria (1858–1918), deutsche Malerin
- Petersen, Anneke († 1610), deutsche Frau, die aufgrund des Vorwurfs der Hexerei hingerichtet wurde
- Petersen, Annika Fríðheim (* 1999), färöische Handballspielerin
- Petersen, Anthon (1907–1984), grönländischer Fischer und Landesrat
- Petersen, Armand (1891–1969), schweizerisch-französischer Tierbildhauer und Plastiker
- Petersen, Arne (1913–1990), dänischer Radrennfahrer
- Petersen, Arnim (1880–1952), deutscher Drehbuchautor
- Petersen, Arnold (1892–1953), deutscher Politiker (NSDAP), MdR
- Petersen, Arnold (1926–2013), deutscher Dramaturg und Intendant
- Petersen, Asmus (1900–1962), deutscher Agrarwissenschaftler
- Petersen, Asmus (1928–2019), deutscher Wirtschaftswissenschaftler, Künstler und Radierer
- Petersen, Austin (* 1981), US-amerikanischer Redakteur und Politiker (Libertarian Party)

##### Petersen, B
- Petersen, Balthasar (1703–1787), deutscher Propst und Gründer des ersten Seminars für Schullehrer in Schleswig-Holstein
- Petersen, Bärbel, deutsche Handballspielerin
- Petersen, Birger (* 1972), deutscher Komponist, Musikwissenschaftler und Hochschullehrer
- Petersen, Boye Richard (1869–1943), deutscher Windjammer-Kapitän
- Petersen, Brigitte, deutsche Agrarwissenschaftlerin
- Petersen, Britta (* 1966), deutsche Journalistin und Buchautorin

##### Petersen, C
- Petersen, Cal (* 1994), US-amerikanischer Eishockeytorwart
- Petersen, Carl (1813–1880), dänischer Polarfahrer, Übersetzer und Autor
- Petersen, Carl (1835–1909), deutscher Landwirt, Verbandsfunktionär und Schriftsteller
- Petersen, Carl (1885–1942), deutscher Historiker und Hochschullehrer
- Petersen, Carl (1894–1984), dänischer Politiker (Socialdemokraterne), Mitglied des Folketing, Minister
- Petersen, Carl Friedrich (1809–1892), deutscher Jurist und Erster Bürgermeister von Hamburg
- Petersen, Carl Olof (1881–1939), schwedischer Graphiker
- Petersen, Carl Richard (1828–1884), deutscher Ingenieur und Vorsitzender des VDI
- Petersen, Carl Wilhelm (1868–1933), deutscher Politiker (DDP), MdHB, MdRCarl Wilhelm Petersen (1868–1933)

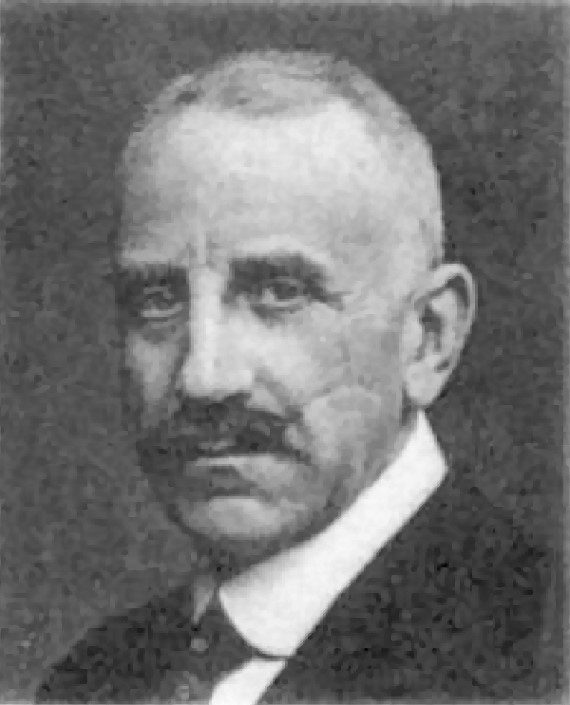
Carl Wilhelm Petersen (1868–1933)

- Petersén, Carl Wilhelm (1884–1973), schwedischer Curler
- Petersen, Carsten, deutscher Basketballspieler
- Petersen, Charlotte (1904–1994), deutsche Journalistin
- Petersen, Christian (1802–1872), deutscher Altphilologe und Bibliothekar in Hamburg
- Petersen, Christian (* 1931), deutscher Ingenieur
- Petersen, Christian (* 1983), deutscher American-Football-Spieler
- Petersen, Christian T., US-amerikanischer Spieleautor und Gründer des US-amerikanischen Spieleverlags Fantasy Flight Games
- Petersen, Christian T. (* 1963), deutscher Pädagoge und Indogermanist
- Petersen, Christian W. (* 1964), deutscher Komponist und Hornist
- Petersen, Christian Wilhelm (1811–1886), deutscher Hofbesitzer und Landvogt
- Petersen, Christina (* 1974), dänische Fußballspielerin
- Petersen, Christina (* 1990), deutsche Schauspielerin
- Petersen, Colin (1946–2024), australischer Schauspieler und Musiker
- Petersen, Cordula (* 1968), deutsche Ärztin und Wissenschaftlerin
- Petersen, Curtis, kanadischer Kameramann und Filmproduzent

##### Petersen, D
- Petersen, Dag-Ernst (1942–2025), deutscher Buchrestaurator, Autor und Einbandforscher
- Petersen, Dan (* 1972), dänischer Fußballspieler
- Petersen, Daniel (1758–1823), dänischer Prediger und theologischer Autor
- Petersen, David († 1737), deutscher Violinist und Komponist
- Petersen, David (* 1950), US-amerikanischer Politiker
- Petersen, David (* 1968), deutscher Fagottist
- Petersen, Detlef (* 1950), deutscher Musiker, Keyboarder, Musikproduzent und Komponist
- Petersen, Devon (* 1986), südafrikanischer Dartspieler
- Petersen, Dory (1860–1902), deutsche Pianistin und Musikpädagogin

##### Petersen, E
- Petersen, Eberhard (* 1955), deutscher Verwaltungsjurist und Präsident des Bundeszentralamtes für Steuern
- Petersen, Ed (* 1952), US-amerikanischer Jazzmusiker (Holzblasinstrumente) und Hochschullehrer
- Petersen, Eginhard Friedrich (1834–1909), deutscher evangelisch-lutherischer Geistlicher und Hauptpastor am Lübecker Dom
- Petersen, Egmont Harald (1860–1914), dänischer Verleger und Gründer der Egmont Foundation
- Petersen, Eiko E. (1940–2016), deutscher Facharzt für Gynäkologe, Mikrobiologie und Infektionsepidemiologe sowie Autor
- Petersen, Elisa (* 1960), grönländische Bibliothekarin
- Petersen, Ellen (* 1974), dänische Squashspielerin
- Petersen, Ellen Dorrit (* 1975), norwegische Schauspielerin
- Petersen, Else (1910–2002), dänische Schauspielerin
- Petersen, Emanuel A. (1894–1948), dänischer Maler
- Petersen, Erich (1871–1942), deutscher Jurist, preußischer Verwaltungsbeamter und Abgeordneter
- Petersen, Erich (1889–1963), deutscher General der Flieger im Zweiten Weltkrieg
- Petersen, Erik (1939–2025), dänischer Ruderer
- Petersen, Erik (* 1945), deutscher Politiker (SPD), MdBB
- Petersen, Ernst (1906–1959), deutscher Architekt und SchauspielerErnst Petersen (1906–1959)

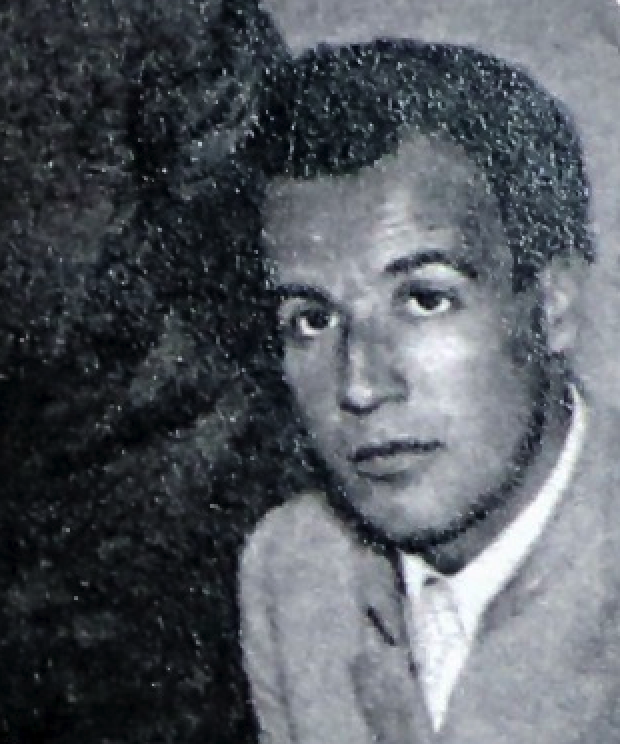
Ernst Petersen (1906–1959)

- Petersen, Ernst Karl Ferdinand (1828–1908), deutsch-schweizerischer Chemiker und Unternehmer
- Petersen, Eugen (1836–1919), deutscher Klassischer Archäologe

##### Petersen, F
- Petersen, Ferdinand (* 1829), Mitglied des Kurhessischen Kommunallandtages
- Petersen, Forrest S. (1922–1990), US-amerikanischer Testpilot
- Petersen, Frank (* 1951), deutscher Schlagersänger
- Petersen, Frauke (* 1950), bildende Künstlerin
- Petersen, Fredrik (1839–1903), norwegischer Theologe
- Petersen, Fredrik (* 1983), schwedischer Handballspieler und -trainer
- Petersen, Frelle (* 1980), dänischer Filmregisseur und Drehbuchautor
- Petersen, Fríðrikur (1853–1917), färöischer Pfarrer und Politiker (Sambandsflokkurin)
- Petersen, Friedrich (1807–1859), deutscher evangelischer Theologe
- Petersen, Friedrich Alexander (1858–1909), preußischer Verwaltungsjurist und Landrat
- Petersen, Friedrich Karl (1904–1944), deutscher Geistlicher und NS-Opfer
- Petersen, Friis Arne (* 1952), dänischer Diplomat

##### Petersen, G
- Petersen, Georg Peter (1771–1846), deutscher lutherischer Geistlicher, Herausgeber der Zeitschrift Neue Schleswig-Holsteinische Provinzialberichte
- Petersen, Georg Wilhelm (1744–1816), deutscher evangelischer Theologe
- Petersen, Gerhardt (1955–2020), grönländischer Politiker (Atassut), Manager und Unternehmer
- Petersen, Gert (1927–2009), dänischer Journalist und Politiker, Mitglied des Folketing
- Petersen, Gunnar, deutscher Schauspieler und Theatermacher
- Petersen, Gustav (1805–1885), preußischer Unternehmer, Kommunalpolitiker und Landrat

##### Petersen, H
- Petersen, Hanns (1927–2006), deutscher Hochschullehrer, Opern- und Schlagersänger
- Petersen, Hans (1885–1963), deutscher Politiker (NSDAP), MdR, Laienrichter am Volksgerichtshof, SA-Führer und MdR
- Petersen, Hans (1885–1946), deutscher Anatom
- Petersen, Hans (1892–1967), deutscher Architekt
- Petersen, Hans (1895–1982), grönländischer Landesrat
- Petersen, Hans (* 1899), grönländischer Katechet, Kaufmann und Landesrat
- Petersen, Hans Christian (1793–1862), norwegischer Jurist, Beamter und Politiker
- Petersen, Hans Christian (1925–2015), grönländischer Højskolerektor, Lehrer und Autor
- Petersen, Hans Egon (1921–1982), deutscher Theologe, Pastor und Propst
- Petersen, Hans von (1850–1914), deutscher Marinemaler
- Petersen, Hans W. (1897–1974), dänischer Schauspieler
- Petersen, Hans-Christian (* 1947), deutscher Maler, Grafiker und Objektkünstler
- Petersen, Hans-Georg (* 1946), deutscher Ökonom
- Petersen, Harry (* 1946), US-amerikanischer Jazzmusiker (Altsaxophon, Klarinette)
- Petersen, Hauke (* 1996), deutscher Schauspieler
- Petersen, Heiko (* 1968), deutscher Musiker
- Petersen, Heiko (* 1980), deutscher Fußballspieler
- Petersen, Heinrich Andreas Sophus (1834–1916), deutscher Marinemaler
- Petersen, Heinrich Anton (1745–1798), deutscher Theologe und Pädagoge
- Petersen, Helmut (1903–1982), deutscher Politiker (GB/BHE), MdB
- Petersen, Henning (* 1939), dänischrscher Radrennfahrer
- Petersen, Henrik (* 1973), schwedischer Übersetzer, Literaturkritiker und Verlagslektor
- Petersen, Henry (1849–1896), dänischer Archäologe
- Petersen, Henry (1900–1949), dänischer Leichtathlet
- Petersen, Hermann († 1675), deutscher Kaufmann und Ratsherr in Lübeck
- Petersen, Hermann (1844–1917), deutscher Jurist, Richter und Politiker
- Petersen, Hilke (* 1967), deutsche Journalistin und Fernsehmoderatorin
- Petersen, Hjalmar (1890–1968), US-amerikanischer Politiker

##### Petersen, I
- Petersen, Ilka (* 1977), deutsche Radio- und FernsehmoderatorinIlka Petersen (* 1977)

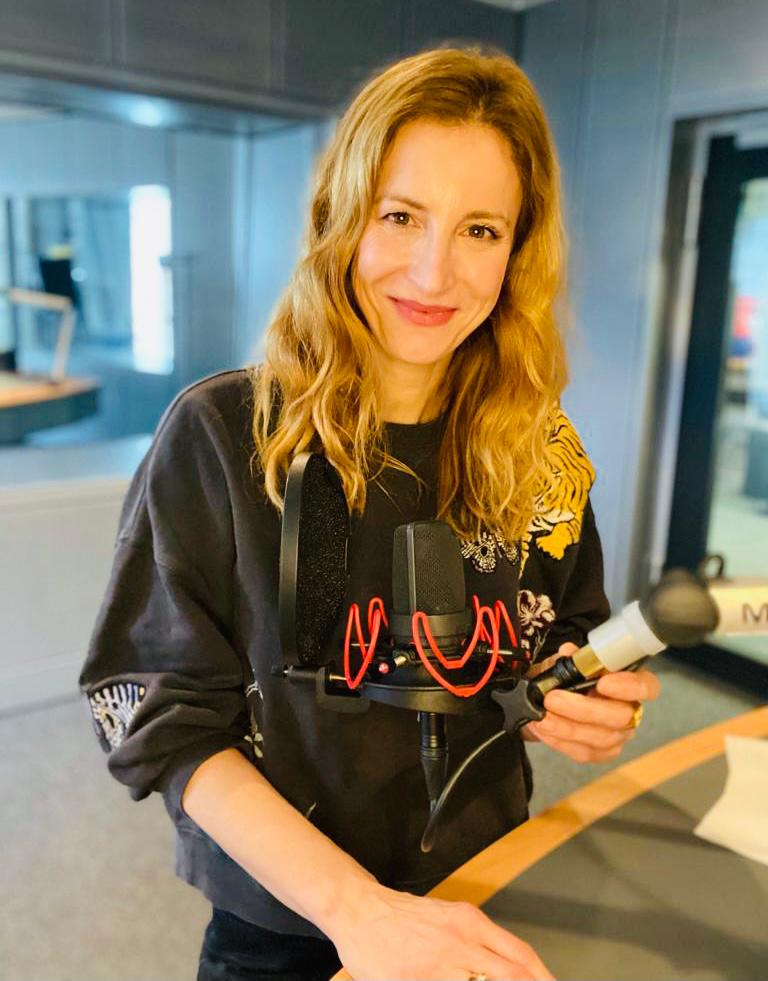
Ilka Petersen (* 1977)

- Petersen, Inge (1920–2017), deutsche Chirurgin und Kinderchirurgin in Hamburg
- Petersen, Isboseth (* 1929), grönländischer Landesrat

##### Petersen, J
- Petersen, Jakob de (1622–1704), dänischer Truchsess, Kammerherr und Politiker
- Petersen, Jan (1906–1969), deutscher Schriftsteller
- Petersen, Jan (* 1946), norwegischer konservativer Politiker, Mitglied des Storting, Jurist und Diplomat
- Petersen, Jan Bo (* 1970), dänischer Radrennfahrer
- Petersen, Jana (* 1978), deutsche Schauspielerin und Journalistin
- Petersen, Jendrik (* 1959), deutscher Universitätsprofessor für Betriebspädagogik
- Petersen, Jens (1829–1905), dänischer Berufsfotograf und Fotopionier
- Petersen, Jens (1919–1993), dänischer Bahnradsportler
- Petersen, Jens (* 1923), deutscher Botschafter
- Petersen, Jens (* 1934), deutscher Historiker
- Petersen, Jens (1941–2012), dänischer Fußballspieler
- Petersen, Jens (* 1963), deutscher Autorennfahrer
- Petersen, Jens (* 1969), deutscher Jurist und Hochschullehrer
- Petersen, Jens (* 1970), deutscher Politiker (CDU), MdL
- Petersen, Jens (* 1976), deutscher Schriftsteller und Arzt
- Petersen, Jens Peter (1893–1971), deutscher Generalmajor und Militärattaché
- Petersen, Jens Peter (* 1941), deutscher Politiker (SPD) und MdHB
- Petersen, Jes (1936–2006), deutscher Galerist und Verleger
- Petersen, Jesper (1951–2016), dänischer Fußballspieler
- Petersen, Jesper (* 1981), dänischer Politiker
- Petersen, Johan (1867–1960), grönländischer Expeditionsteilnehmer, Dolmetscher und Kaufmann
- Petersen, Johan Peter (1798–1850), dänischer Kaufmann und kommissarischer Inspektor in Grönland
- Petersen, Johann († 1552), deutscher Geistlicher und Chronist
- Petersen, Johann Christian (1750–1806), deutscher evangelischer Theologe
- Petersen, Johann Christian (der Ältere) (1682–1766), deutscher Jurist und Bürgermeister der Stadt Rostock
- Petersen, Johann Friedrich (1760–1845), deutscher evangelisch-lutherischer Geistlicher, Mitbegründer der Gesellschaft zur Beförderung gemeinnütziger Tätigkeit in Lübeck
- Petersen, Johann Friedrich (1799–1853), deutscher evangelisch-lutherischer Geistlicher und Publizist
- Petersen, Johann Wilhelm (1649–1727), deutscher Theologe, Mystiker und Chiliast
- Petersen, Johann Wilhelm (1758–1815), deutscher Bibliothekar
- Petersen, Johann Wilhelm (1786–1863), französischer und bayerischer Verwaltungsbeamter
- Petersen, Johann Wilhelm (1814–1865), preußischer Generalmajor und Chef des Generalstabs des II. Armee-Korps
- Petersen, Johanna Eleonora (1644–1724), theologische Schriftstellerin und eine der Führungsgestalten des radikalen Pietismus
- Petersen, Johannes (1837–1887), deutscher Pädagoge und Schriftsteller
- Petersen, John (1860–1939), deutscher Violinist, Komponist und Musikpädagoge
- Petersen, Jonas (* 1898), grönländischer Katechet und Landesrat
- Petersen, Jonathan (1881–1961), grönländischer Komponist, Liedermacher, Dichter, Schriftsteller, Sprachwissenschaftler, Organist, Politiker, Hochschullehrer und Landesrat
- Petersen, Jörg (* 1974), deutscher Publizist und Schriftsteller
- Petersen, Jørgen (1918–1991), grönländischer Pastor und Kommunalpolitiker
- Petersen, Jørgen Bo (* 1970), dänischer Radrennfahrer
- Petersen, Julius (1835–1909), deutscher Jurist und Politiker (NLP), MdR
- Petersen, Julius (1878–1941), deutscher Literatur- und Theaterwissenschaftler
- Petersen, Julius (* 1880), grönländischer Landesrat
- Petersen, Julius (1883–1969), deutscher Architekt, Baubeamter und Hochschullehrer
- Petersen, Julius Adolf (1882–1933), deutscher Berufsverbrecher und Kneipenwirt
- Petersen, Julius Peter Christian (1839–1910), dänischer Mathematiker, beschäftigte sich mit der Graphentheorie
- Petersen, Jürgen (1909–1991), deutscher Journalist

##### Petersen, K
- Petersen, Karl Ludwig Adolf (1746–1827), deutscher Jurist und Politiker
- Petersen, Katelin (* 1989), US-amerikanische Schauspielerin und Synchronsprecherin
- Petersen, Katharina (1889–1970), deutsche Pädagogin
- Petersen, Käthe (1903–1981), deutsche Juristin und Sozialpolitikerin
- Petersen, Kathi (* 1956), deutsche Politikerin (SPD), MdL
- Petersen, Katinka Lærke (* 1991), dänische Schauspielerin
- Petersen, Kjeld (1920–1962), dänischer Schauspieler
- Petersen, Klaus-Dieter (* 1968), deutscher Handballspieler und -trainerKlaus-Dieter Petersen (* 1968)

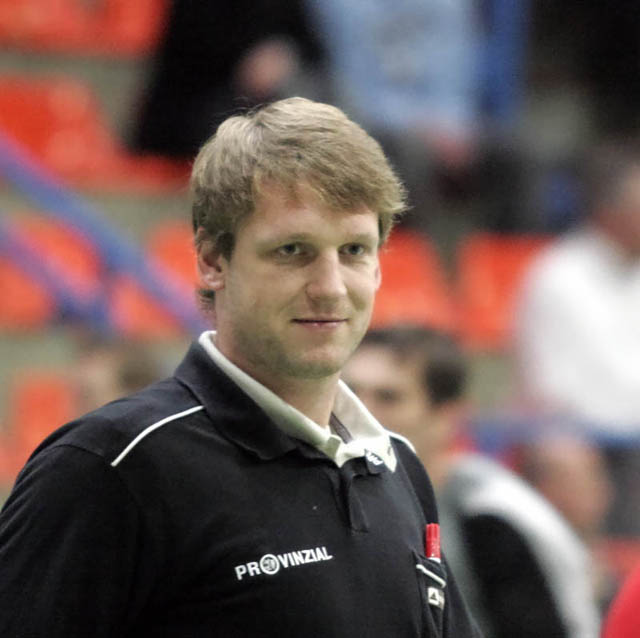
Klaus-Dieter Petersen (* 1968)

- Petersen, Kurt (1905–1971), deutscher Jurist und Bürgermeister von Itzehoe

##### Petersen, L
- Petersen, Lars (* 1965), dänisch-US-amerikanischer Dressurreiter
- Petersen, Lars-Eric (* 1965), deutscher Sozialpsychologe
- Petersen, Laura Valgreen (* 2000), dänische Langstreckenläuferin
- Petersen, Leiva (1912–1992), deutsche Klassische Philologin und Verlegerin
- Petersen, Leonard, deutscher Filmkomponist
- Petersen, Lisbeth L. (1939–2024), färöische Politikerin (Unionisten), Mitglied des Folketing
- Petersen, Lorenz († 1668), Ratsherr der Hansestadt Lübeck
- Petersen, Lorenz (1803–1870), deutscher Marinemaler

##### Petersen, M
- Petersen, Manfred (1933–2018), deutscher Synchronsprecher und Schauspieler
- Petersen, Marga (1919–2002), deutsche Leichtathletin und Olympiamedaillengewinnerin
- Petersen, Mariane (1937–2025), grönländische Dichterin und Übersetzerin
- Petersen, Marie (1816–1859), deutsche Schriftstellerin
- Petersen, Marita (1940–2001), färöische Pädagogin und Politikerin der Sozialdemokratie
- Petersen, Mark E. (1900–1984), US-amerikanischer Zeitungsverleger und Apostel der Kirche Jesu Christi der Heiligen der Letzten Tage
- Petersen, Marlis (* 1968), deutsche Sopranistin
- Petersen, Martin (* 1985), deutscher FußballschiedsrichterMartin Petersen (* 1985)

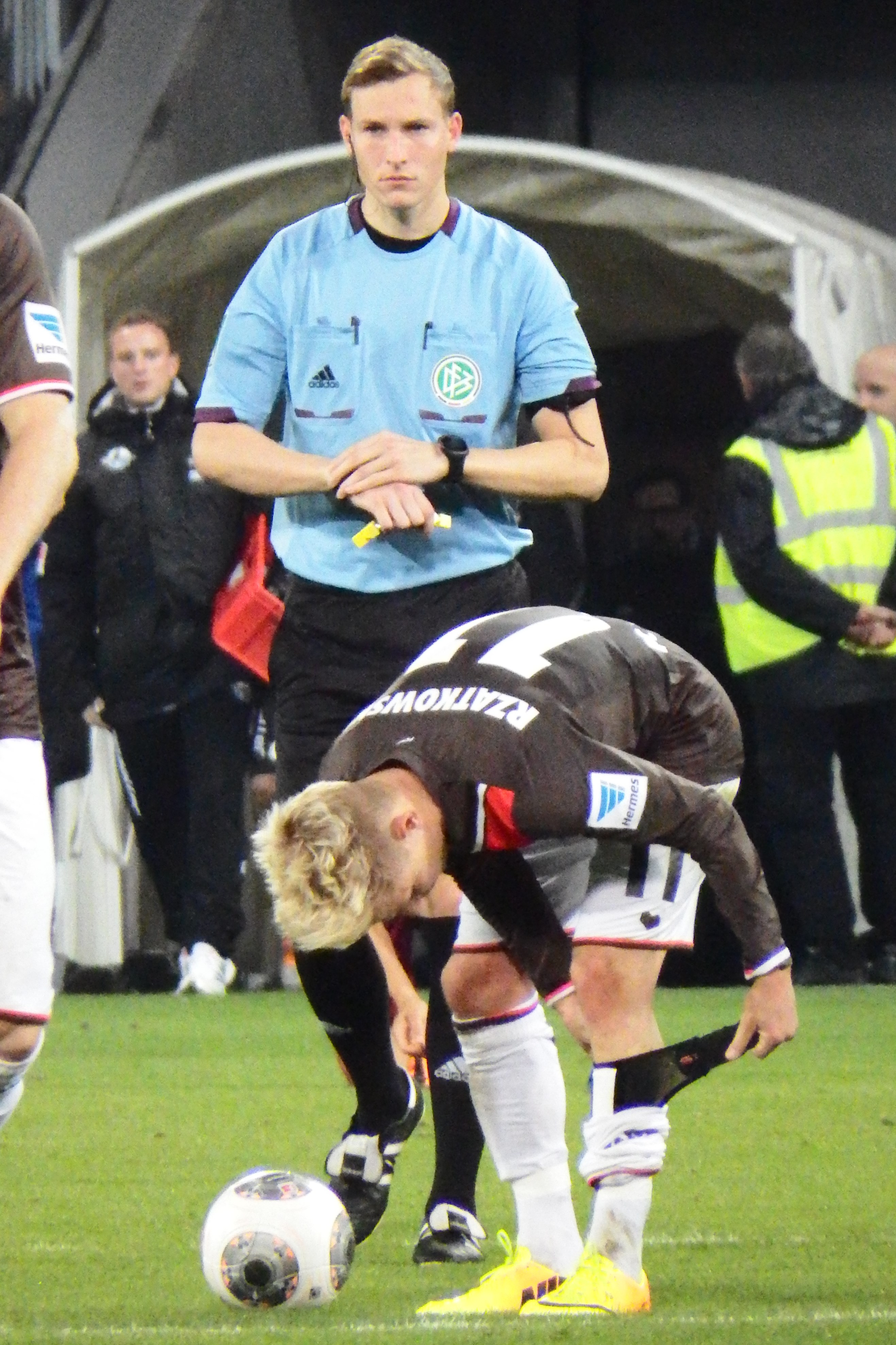
Martin Petersen (* 1985)

- Petersen, Mathias (* 1955), deutscher Politiker (SPD), MdHB
- Petersen, Mathias Christian (1809–1890), deutscher Landwirt, Kaufmann, Hebungsbeamter und Politiker (NLP), MdR
- Petersen, Matilda (* 1991), schwedische Badmintonspielerin
- Petersen, Matthias (1632–1706), deutscher Kapitän und Walfänger
- Petersen, Mette (* 1955), dänische Jazzmusikerin (Piano, Komposition)
- Petersen, Michael Bang (* 1980), dänischer Politikwissenschaftler
- Petersen, Mickey (* 1989), dänischer Pokerspieler
- Petersen, Mikael (* 1956), grönländischer Politiker (Siumut)
- Petersen, Morten Helveg (* 1966), dänischer Politiker (RV), Mitglied des Folketing, MdEP

##### Petersen, N
- Petersen, Nadine (* 1963), deutsche Autorin
- Petersen, Naimanngitsoq (1957–2013), grönländischer Politiker
- Petersen, Nick (* 1989), kanadisch-US-amerikanischer Eishockeyspieler
- Petersen, Niclas Matthias (1798–1881), deutscher Gymnasiallehrer und Schriftsteller
- Petersen, Niels (1885–1961), dänischer Turner
- Petersen, Niels (* 1898), grönländischer Landesrat
- Petersen, Niels (* 1978), deutscher Jurist
- Petersen, Niels Matthias (1791–1862), dänischer Sprachwissenschaftler, Literaturwissenschaftler (Skandinavistik) und Historiker
- Petersen, Nikolaj (1938–2019), dänischer Politikwissenschaftler und Hochschullehrer
- Petersen, Nils (* 1970), deutscher evangelischer Pfarrer, Diakoniewissenschaftler und Schriftsteller
- Petersen, Nils (* 1988), deutscher Fußballspieler
- Petersen, Nils O., kanadischer Chemiker, Professor für Nanotechnologie

##### Petersen, O
- Petersen, Ole (1894–1979), grönländischer Landesrat
- Petersen, Ole (* 1961), deutscher Autor
- Petersen, Ole Gunnar (* 1934), dänischer Segler
- Petersen, Olga (* 1982), deutsch-russische Politikerin (AfD)Olga Petersen (* 1982)

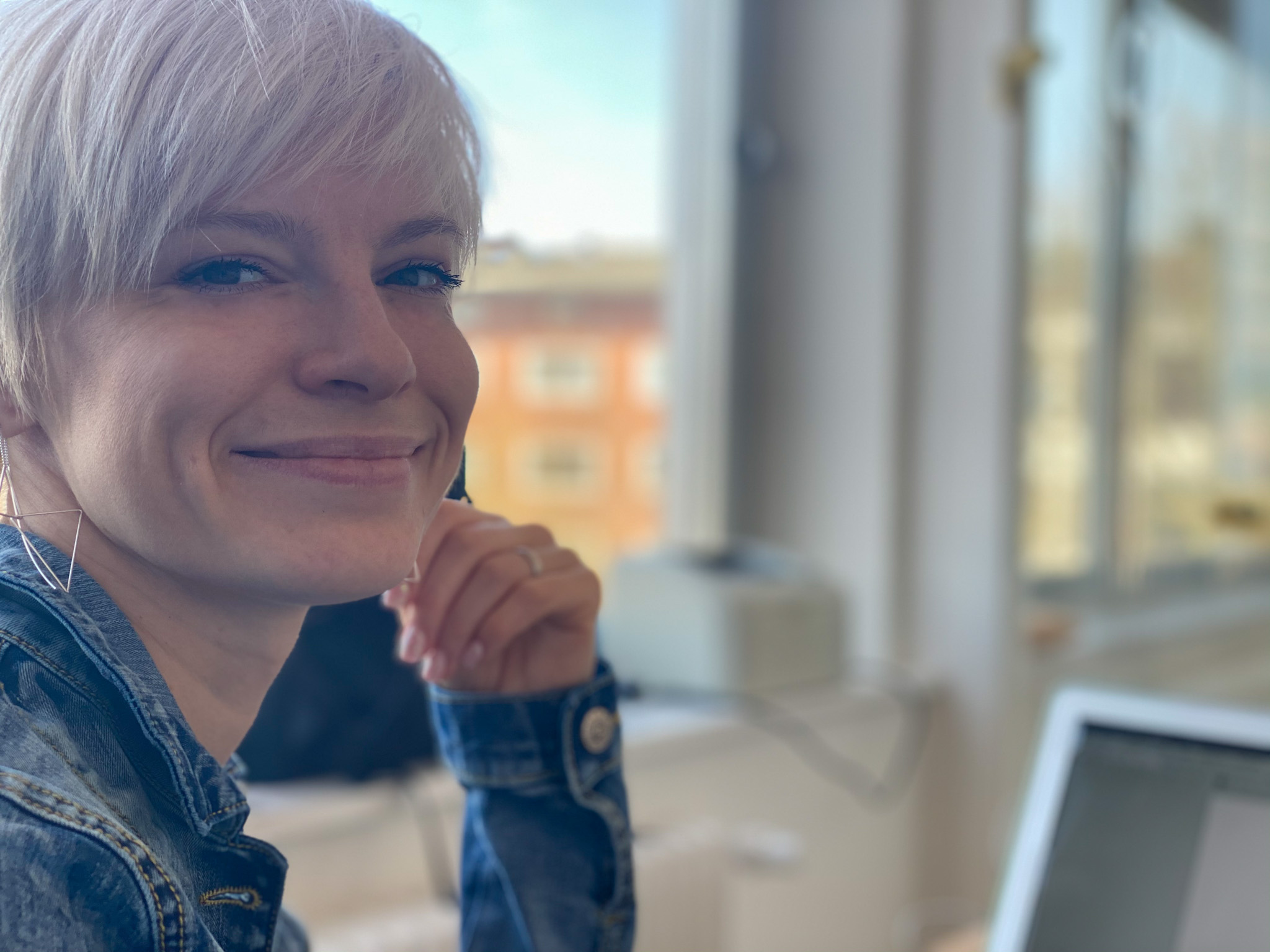
Olga Petersen (* 1982)

- Petersen, Oswald (1903–1992), deutscher Maler
- Petersen, Otto (1874–1953), deutscher Eisenhüttenmann

##### Petersen, P
- Petersen, Paul (* 1945), US-amerikanischer Schauspieler
- Petersen, Pavia (* 1876), grönländischer Landesrat
- Petersen, Pavia (1904–1943), grönländischer Dichter, Schriftsteller, Übersetzer, Maler, Katechet und Landesrat
- Petersen, Peter (1884–1952), deutscher Reformpädagoge
- Petersen, Peter (* 1891), grönländischer Landesrat
- Petersen, Peter (1904–1989), deutscher Politiker (NPD), MdL
- Petersen, Peter (1923–2019), deutscher Aufnahme- und Produktionsleiter in Film und Fernsehproduktionen
- Petersen, Peter (1926–2005), deutscher Politiker (CDU), MdB
- Petersen, Peter (* 1937), deutscher Dokumentarfilmer
- Petersen, Peter (* 1940), deutscher Musikwissenschaftler
- Petersen, Peter Friedrich (1856–1930), deutscher evangelisch-lutherischer Geistlicher, Generalsuperintendent
- Petersen, Peter Ludwig (1901–1995), deutscher Politiker (NSDAP, DP), MdL
- Petersen, Peter Vang (* 1952), dänischer Prähistoriker
- Petersen, Peter-Paul (1893–1945), deutscher Offizier, zuletzt Generalmajor der Wehrmacht
- Petersen, Philipp Heinrich Gerhard (1749–1794), deutscher Mediziner
- Petersen, Poul, dänischer Badmintonspieler

##### Petersen, R
- Petersen, Ralf (1938–2018), deutscher Komponist
- Petersen, Ralf (* 1961), deutscher Architekt und Hochschullehrer
- Petersen, Ricard (1931–2014), grönländischer Pastor, Propst, Autor und Landesrat
- Petersen, Richard (1865–1946), deutscher Ingenieur und Hochschullehrer
- Petersen, Robert (1914–2000), US-amerikanischer Eisschnellläufer
- Petersen, Robert (1928–2021), grönländischer Eskimologe, Dialektologe, Anthropologe, Hochschullehrer und Universitätsrektor
- Petersen, Rolf (* 1963), deutscher Schauspieler, Hörspielsprecher und -regisseur
- Petersen, Rudolf (1878–1962), deutscher Politiker (CDU) und Erster Bürgermeister von Hamburg (1945–1946)
- Petersen, Rudolf (1905–1983), deutscher Kommodore im Zweiten Weltkrieg

##### Petersen, S
- Petersen, Sámal (1904–1976), färöischer Politiker der sozialliberalen Partei Sjálvstýrisflokkurin und Minister in der Landesregierung der Färöer
- Petersen, Sara Slott (* 1987), dänische Leichtathletin
- Petersen, Sem (* 1897), grönländischer Katechet und Landesrat
- Petersen, Silke (* 1965), deutsche evangelische Theologin
- Petersen, Simone (* 1997), dänische Handballspielerin
- Petersen, Sivert (* 1926), grönländischer Katechet und Landesrat
- Petersen, Sofie (* 1955), grönländische evangelisch-lutherische Bischöfin
- Petersen, Sophie (1837–1874), dänische Frauenrechtlerin
- Petersen, Sophie (1885–1965), dänische Geographin
- Petersen, Søren (1894–1945), dänischer Schwergewichts-Boxer
- Petersen, Søren (* 1967), dänischer Radrennfahrer
- Petersen, Steen-Michael (* 1959), dänischer Radrennfahrer
- Petersen, Stefan (* 1965), deutscher Historiker
- Petersen, Steffen, deutscher Unternehmensberater
- Petersen, Susanne (* 1974), deutsche Handballspielerin

##### Petersen, T
- Petersen, Theodor (1836–1918), deutscher Chemiker und Alpinist
- Petersen, Thomas (* 1968), deutscher Kommunikationswissenschaftler und Meinungsforscher
- Petersen, Thorstein (1899–1960), färöischer Jurist, Bankdirektor und Politiker (Vinnuflokkurin und Fólkaflokkurin) sowie Minister in der Landesregierung der Färöer
- Petersen, Tim (* 1986), deutscher Fußballspieler
- Petersen, Toby (* 1978), US-amerikanischer Eishockeyspieler und -trainer
- Petersen, Toni (1840–1909), deutsche Kunstförderin und Wohltäterin

##### Petersen, U
- Petersen, Ulrich (1656–1735), dänisch-schleswigscher Landeshistoriker
- Petersen, Ulrich (1907–1992), deutscher Eisenhütten-Ingenieur und Industrie-Manager
- Petersen, Ursel, deutsche Sportpädagogin

##### Petersen, V
- Petersen, Vilhelm (1851–1931), dänischer Architekt, königlicher Gebäudeinspektor für Fünen und Sønderjylland
- Petersen, Vita (1915–2011), US-amerikanische Malerin und Zeichnerin

##### Petersen, W
- Petersen, Waldemar (1850–1940), deutscher evangelischer Geistlicher und Superintendent in Hessen
- Petersen, Waldemar (1880–1946), deutscher Ingenieur, Manager
- Petersen, Walter (1862–1950), deutscher Porträt-, Genre- und Historienmaler der Düsseldorfer Schule
- Petersen, Wilhelm (1835–1900), deutscher Verwaltungsjurist und Literaturkritiker
- Petersen, Wilhelm (1854–1933), deutsch-baltischer Zoologe
- Petersen, Wilhelm (1889–1968), deutscher Politiker (SPD), MdHB und Gewerkschafter
- Petersen, Wilhelm (1890–1957), deutscher Komponist
- Petersen, Wilhelm (1900–1987), deutscher Maler, Illustrator und Schriftsteller
- Petersén, Wilhelm (1906–1988), schwedischer Bandy-, Eishockey- und Fußballspieler
- Petersen, William (* 1953), US-amerikanischer Theater-, Film-, Fernseh- und Videospielschauspieler, Filmunternehmer, Theaterregisseur und ProduzentWilliam Petersen (* 1953)

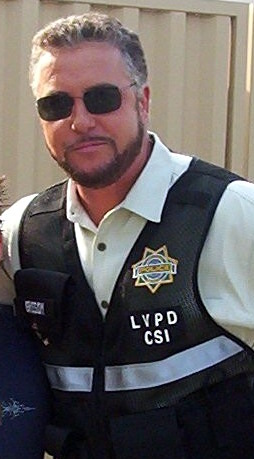
William Petersen (* 1953)

- Petersen, William F. (1887–1950), US-amerikanischer Mediziner
- Petersen, Winfried (1928–2018), deutscher Organist, Domkantor und evangelischer Landeskirchenmusikdirektor
- Petersen, Wolf (1922–1980), deutscher Schauspieler, Hörspiel- und Synchronsprecher
- Petersen, Wolf (* 1969), deutscher Kniechirurg
- Petersen, Wolfgang (1941–2022), deutscher Filmregisseur und FilmproduzentWolfgang Petersen (1941–2022)

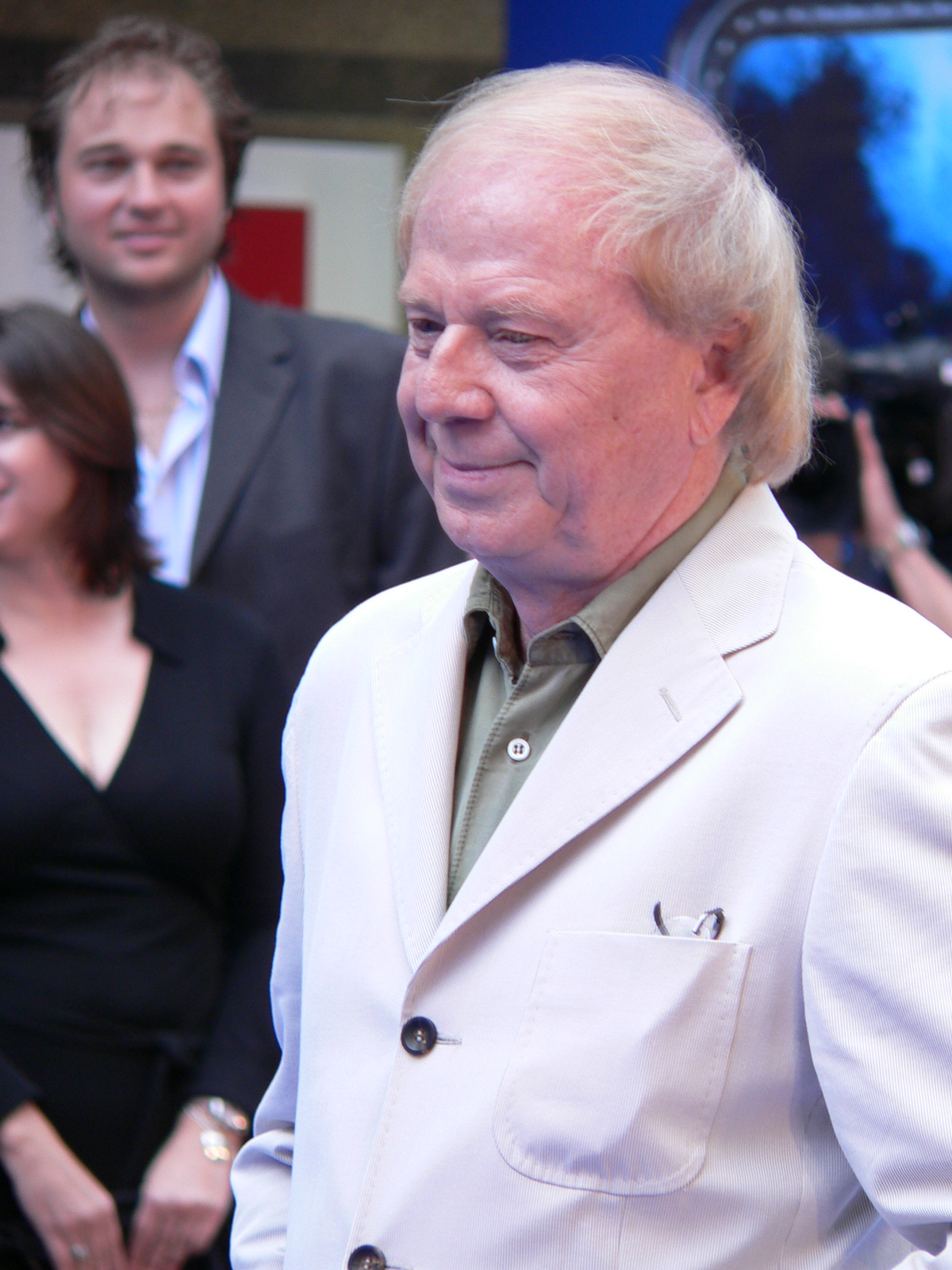
Wolfgang Petersen (1941–2022)

- Petersen, Wolfgang (1952–2017), deutscher Politiker (AL), MdA

##### Petersen-

###### Petersen-A
- Petersen-Angeln, Heinrich (1850–1906), deutscher Maler

###### Petersen-E
- Petersen-Ewert, Corinna, deutsche Sozialwissenschaftlerin

###### Petersen-F
- Petersen-Flensburg, Heinrich (1861–1908), deutscher Landschafts- und Marinemaler der Düsseldorfer Schule

###### Petersen-R
- Petersen-Röm, Andreas (1914–1985), deutsch-dänischer Maler

###### Petersen-S
- Petersen-Storck, Franny (* 1955), deutscher Maler

###### Petersen-W
- Petersen-Wittkiel, Asmus (1819–1882), deutscher Landwirt

##### Petersenn
- Petersenn, Bertha von (1862–1910), Schweizer Reformpädagogin
- Petersenn, Georg von (1849–1930), deutscher Hochschullehrer, Professor für Musik

### Petersh
- Petershagen, Angelika (1909–1995), deutsche Lokalpolitikerin und Autorin, Frau des Kommandanten der Universitätsstadt Greifswald
- Petershagen, Rudolf (1901–1969), deutscher Stadtkommandant (Wehrmacht) von Greifswald, Politiker (NDPD) der DDR
- Petershofen, Friedelinde (* 1995), deutsche StabhochspringerinFriedelinde Petershofen (* 1995)

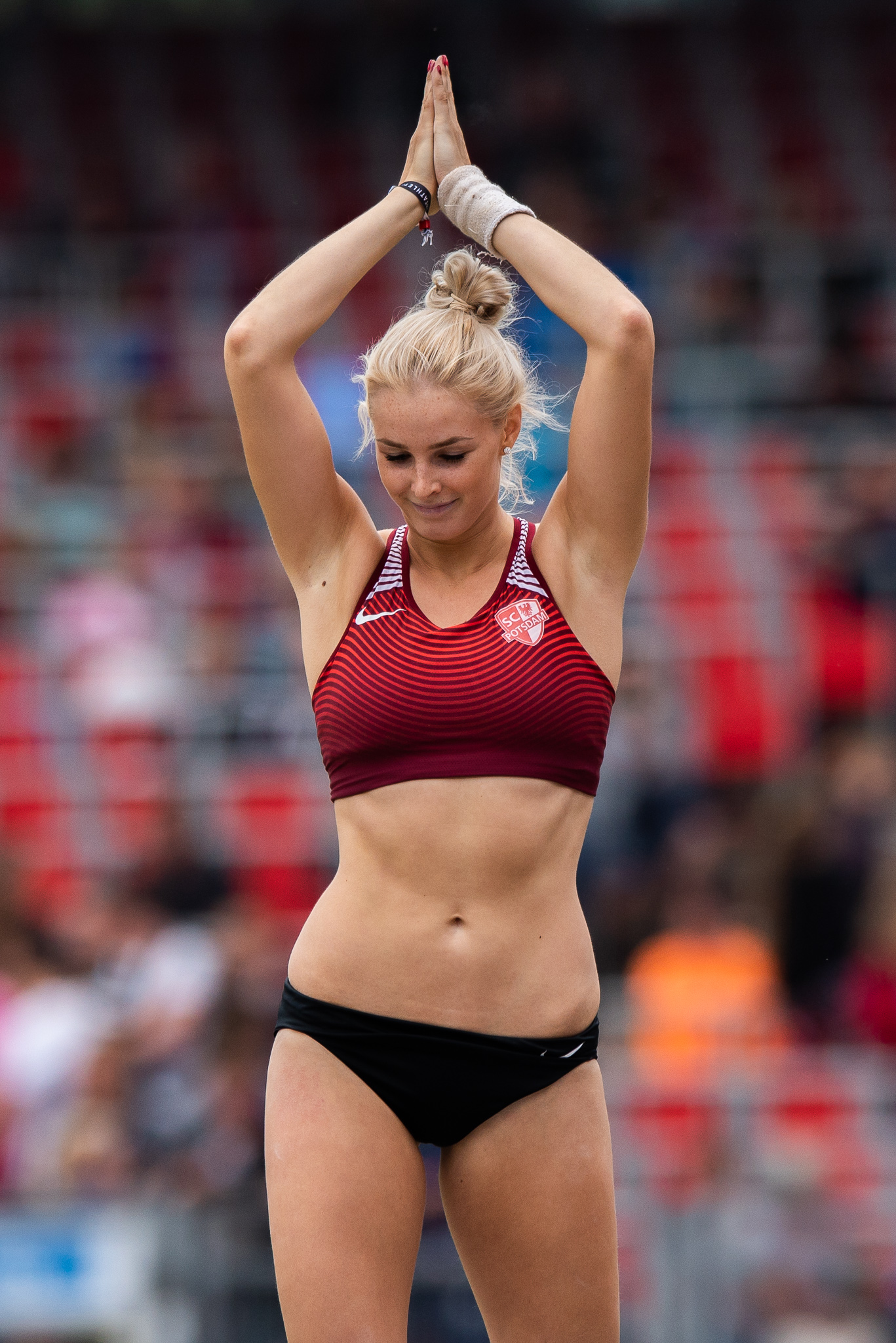
Friedelinde Petershofen (* 1995)

### Petersi
- Petersilia, Joan (1951–2019), US-amerikanische Soziologin und Kriminologin
- Petersilie, Alwin (1847–1916), deutscher Statistiker
- Petersilie, Friedrich Erdmann (1825–1901), deutscher Orgelbauer
- Petersilie, Otto (1852–1928), deutscher Orgelbauer
- Petersilie, Paul (1897–1968), deutscher Mediziner und Ärztefunktionär

### Petersm
- Petersmann, Cerstin (* 1964), deutsche Ruderin
- Petersmann, Ernst-Ulrich (* 1945), deutscher Jurist
- Petersmann, Gerhard (* 1942), österreichischer Altphilologe
- Petersmann, Günter (1941–2024), deutscher Ruderer
- Petersmann, Hubert (1940–2001), deutsch-österreichischer Altphilologe
- Petersmann, Josef Mathias (1864–1942), deutscher Verleger und Unternehmer
- Petersmann, Katrin (* 1967), deutsche Ruderin
- Petersmann, Konstanze (1942–2021), deutsche Lyrikerin und Schriftstellerin
- Petersmann, Sandra (* 1972), deutsche Hörfunkkorrespondentin
- Petersmann, Werner (1901–1988), deutscher protestantischer Theologe und Vertriebenenpolitiker (NPD)

### Peterso
- Petersohn, Eberhard (1928–2019), deutscher Fußballspieler
- Petersohn, Fritz (* 1910), deutscher Funktionär der DDR-Blockpartei DBD
- Petersohn, Jürgen (1935–2017), deutscher Historiker und Hochschullehrer
- Petersohn, Karsten (* 1957), deutscher Fußballspieler der ehemaligen DDR
- Petersohn, Walter (* 1895), deutscher Lehrer und Mitglied des Provinziallandtages der Provinz Hesse-Nassau
- Peterson Sweeney, Daisy (1920–2017), kanadische Pianistin (Musikpädagogin) und Organistin

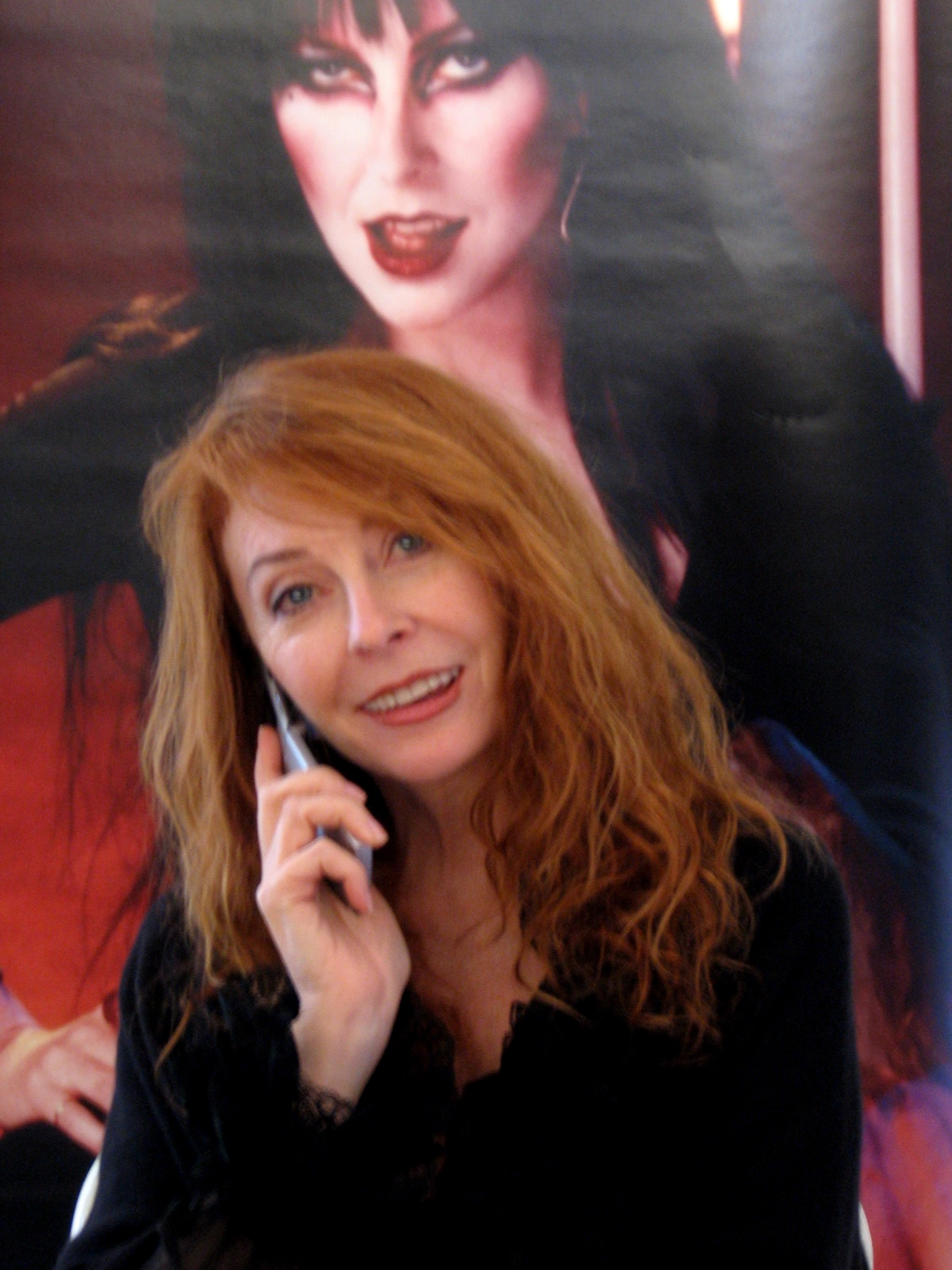
Cassandra Peterson (* 1951)

- Peterson, A. Townsend (* 1964), US-amerikanischer Ornithologe, Ökologe und Evolutionsbiologe
- Peterson, Adrian (* 1985), US-amerikanischer American-Football-SpielerAdrian Peterson (* 1985)

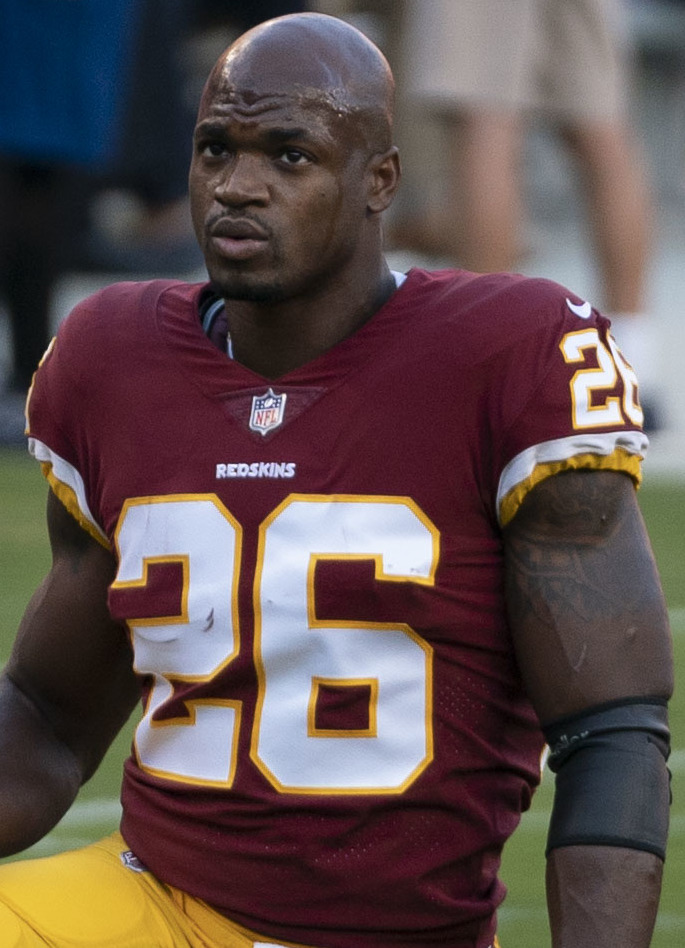
Adrian Peterson (* 1985)

- Peterson, Aelin (* 1974), US-amerikanische Skilangläuferin
- Peterson, Alexis (* 1995), US-amerikanisch-deutsche Basketballspielerin
- Peterson, Amanda (1971–2015), US-amerikanische Schauspielerin
- Peterson, Amber (* 1982), kanadische Freestyle-Skierin
- Peterson, Amy (* 1971), US-amerikanische Shorttrack-Läuferin und Olympiamedaillengewinnerin
- Peterson, Ann (* 1947), US-amerikanische Turmspringerin
- Peterson, Annika (* 1972), US-amerikanische Schauspielerin
- Peterson, Barry, kanadischer Kameramann
- Peterson, Bart (* 1958), US-amerikanischer Politiker, Bürgermeister von Indianapolis (2000–2008)
- Peterson, Benjamin (* 1950), US-amerikanischer Ringer
- Peterson, Bob (* 1961), US-amerikanischer Synchronsprecher und Drehbuchautor
- Peterson, Brent (* 1958), kanadischer Eishockeyspieler und -trainer
- Peterson, Brent (* 1972), kanadischer Eishockeyspieler
- Peterson, Bruno (1900–1966), deutscher Verleger, Leiter des Verlages Volk und Welt
- Peterson, Carla (* 1974), argentinische Schauspielerin
- Peterson, Cassandra (* 1951), amerikanische SchauspielerinCassandra Peterson (* 1951)
- Peterson, Charles (* 1964), US-amerikanischer Fotograf
- Peterson, Chip (* 1987), US-amerikanischer Schwimmer
- Peterson, Collin (* 1944), amerikanischer Politiker der Demokratischen Partei
- Peterson, David (* 1943), kanadischer Politiker, Premierminister der kanadischen Provinz Ontario
- Peterson, David J. (* 1981), amerikanischer Schriftsteller, Linguist und Sprachenschöpfer
- Peterson, Dean (* 1988), australischer Eishockeyspieler
- Peterson, Debbi (* 1961), US-amerikanische MusikerinDebbi Peterson (* 1961)

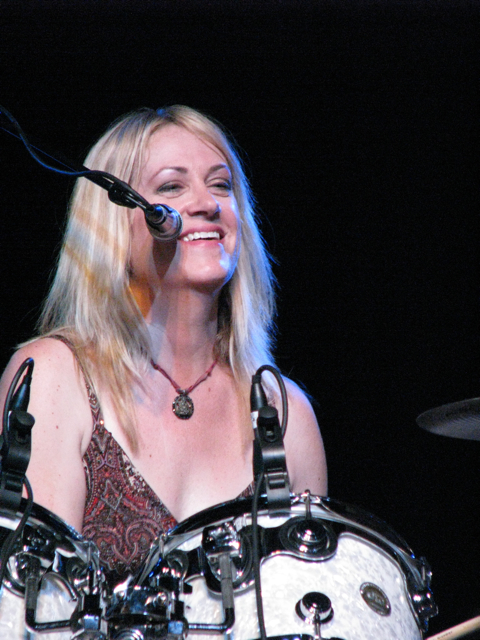
Debbi Peterson (* 1961)

- Peterson, Donald H. (1933–2018), US-amerikanischer Astronaut
- Peterson, Dorothy (1897–1979), US-amerikanische Schauspielerin
- Peterson, Doug (1945–2017), US-amerikanischer Yachtkonstrukteur
- Peterson, Doug (* 1953), US-amerikanischer Skilangläufer
- Peterson, Earl (1927–1971), US-amerikanischer Country-Musiker
- Peterson, Edmund, estnischer Fußballspieler
- Peterson, Eric (* 1964), US-amerikanischer Gitarrist
- Peterson, Erik (1890–1960), deutscher Theologe und christlicher Archäologe
- Peterson, Erik C., US-amerikanischer Offizier, Generalleutnant der US-Army
- Peterson, Ernst Conrad (1778–1841), deutscher Architekt des Klassizismus
- Peterson, Ester (1866–1960), schwedische evangelische Missionarin in Südindien
- Peterson, Eugene H. (1932–2018), US-amerikanischer presbyterianischer Pfarrer, Sprachwissenschaftler, Bibelübersetzer von The Message, Buchautor, Dichter und Theologieprofessor
- Peterson, Eveli (* 1967), estnische Biathletin
- Peterson, Eveline (1877–1944), englische Badmintonspielerin
- Peterson, Frank (* 1963), deutscher Musikproduzent
- Peterson, Franklin Paul (1930–2000), US-amerikanischer Mathematiker
- Peterson, Fredrik (* 1969), schwedischer Beachvolleyballspieler
- Peterson, Fritz (* 1942), US-amerikanischer Baseballspieler
- Peterson, Gilles (* 1964), französischer DJ, Radiomoderator, Kurator und Musiklabel-BetreiberGilles Peterson (* 1964)

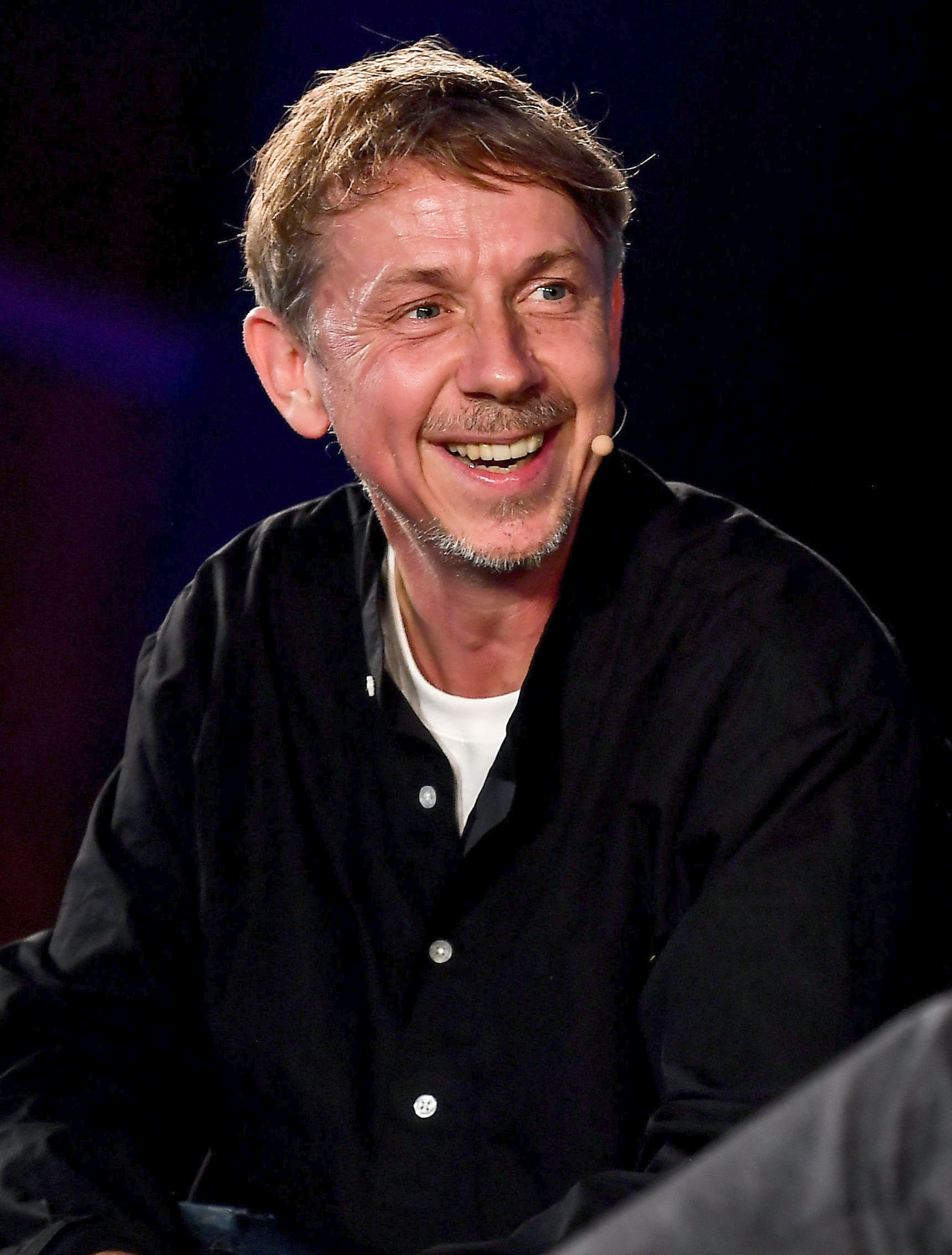
Gilles Peterson (* 1964)

- Peterson, H. Lee, US-amerikanischer Filmeditor
- Peterson, Hannibal Marvin (* 1948), US-amerikanischer Jazzmusiker und Komponist
- Peterson, Hans (1922–2022), schwedischer Schriftsteller
- Peterson, Helena (* 1962), schwedische Schwimmerin
- Peterson, Hugh (1898–1961), US-amerikanischer Politiker
- Peterson, Ivars (* 1948), kanadischer Journalist
- Peterson, J. Hardin (1894–1978), US-amerikanischer Politiker
- Peterson, Jeanne Arland (1921–2013), US-amerikanische Jazzpianistin und Sängerin
- Peterson, Jeret (1981–2011), US-amerikanischer Freestyle-Skisportler
- Peterson, Jewel (* 1981), US-amerikanische Tennisspielerin
- Peterson, Joe, US-amerikanischer Offizier, Generalleutnant der US-Army
- Peterson, Johan Christian, schwedischer Maler
- Peterson, John (* 1948), US-amerikanischer Ringer
- Peterson, John B. (1850–1944), US-amerikanischer Politiker
- Peterson, John Bertram (1871–1944), US-amerikanischer Geistlicher, römisch-katholischer Bischof von Manchester
- Peterson, John E. (* 1938), US-amerikanischer Politiker
- Peterson, Jordan (* 1962), kanadischer klinischer Psychologe, Kulturkritiker und AutorJordan Peterson (* 1962)

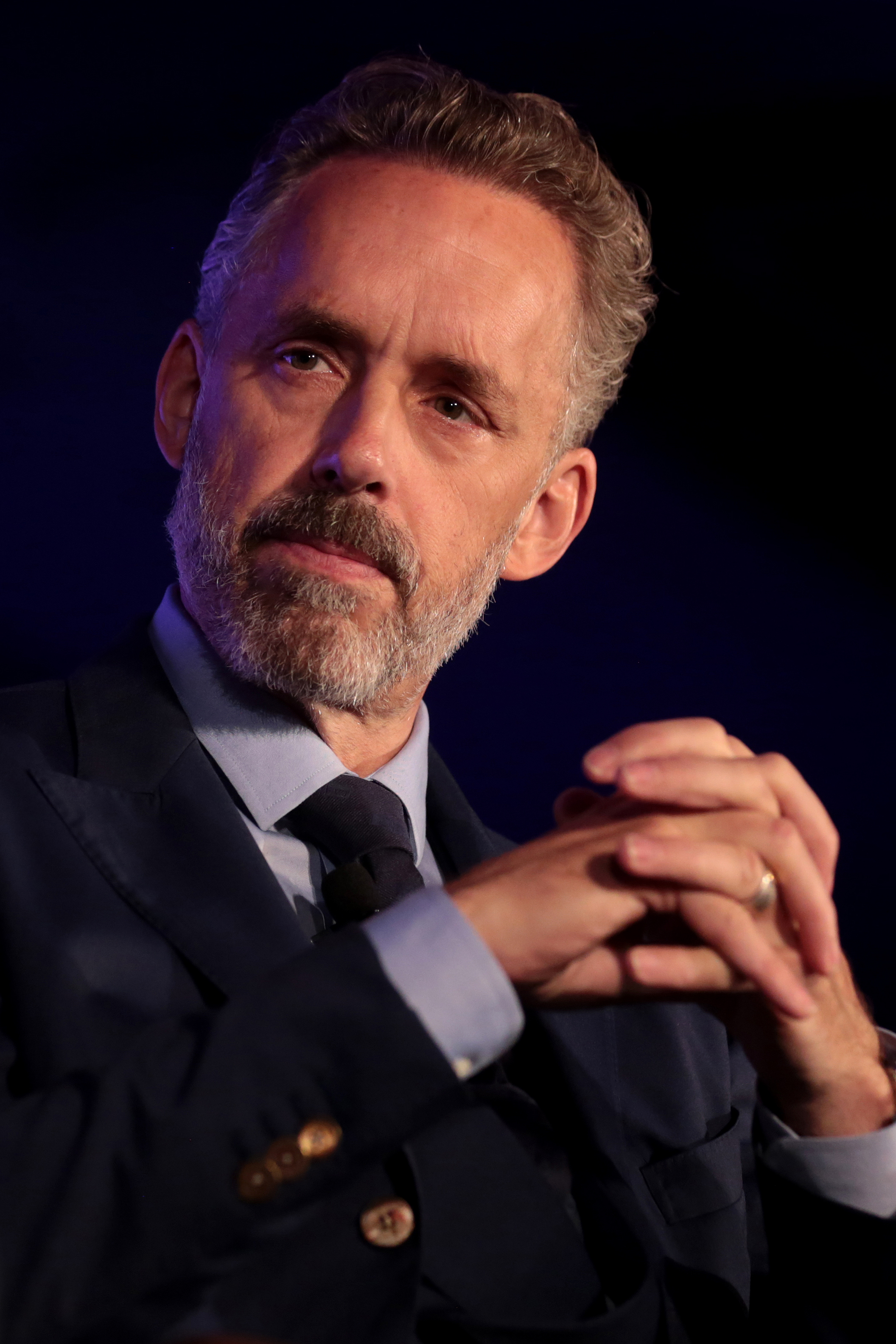
Jordan Peterson (* 1962)

- Peterson, Joseph (1878–1935), US-amerikanischer Psychologe
- Peterson, Joshua (* 1975), südafrikanischer Marathonläufer
- Peterson, K. Berry (1891–1952), US-amerikanischer Soldat, Jurist und Politiker (Demokratische Partei)
- Peterson, Kai (* 1962), deutscher Schauspieler, Sprecher, Produzent und Sänger
- Peterson, Karen (* 1950), US-amerikanische Politikerin
- Peterson, Kimberlee (* 1980), US-amerikanische Schauspielerin
- Peterson, Kristian Jaak (1801–1822), estnischer Dichter
- Peterson, Kristoffer (* 1994), schwedischer Fußballspieler
- Peterson, Lamont (* 1984), US-amerikanischer Boxer
- Peterson, Lennie (* 1958), US-amerikanischer Grafiker, Illustrator, Musiker und Musikpädagoge
- Peterson, Leonard (1885–1956), schwedischer Turner
- Peterson, Leonard, Tonmeister
- Peterson, Lorne, kanadischer Modellbauer für Spezialeffekte
- Peterson, Louise (1828–1902), deutsche Schriftstellerin
- Peterson, Lucky (1964–2020), US-amerikanischer Blues-Musiker
- Peterson, M. Blaine (1906–1985), US-amerikanischer Politiker
- Peterson, Maggie (1941–2022), US-amerikanische Schauspielerin und Sängerin
- Peterson, Margaret O’Hagan (1902–1997), amerikanisch-kanadische Malerin und Hochschullehrerin
- Peterson, Matthias Conrad (1761–1833), norwegischer Kaufmann und Journalist
- Peterson, Maurice (1889–1952), britischer Diplomat
- Peterson, Michael (* 1970), deutscher ManagerMichael Peterson (* 1970)

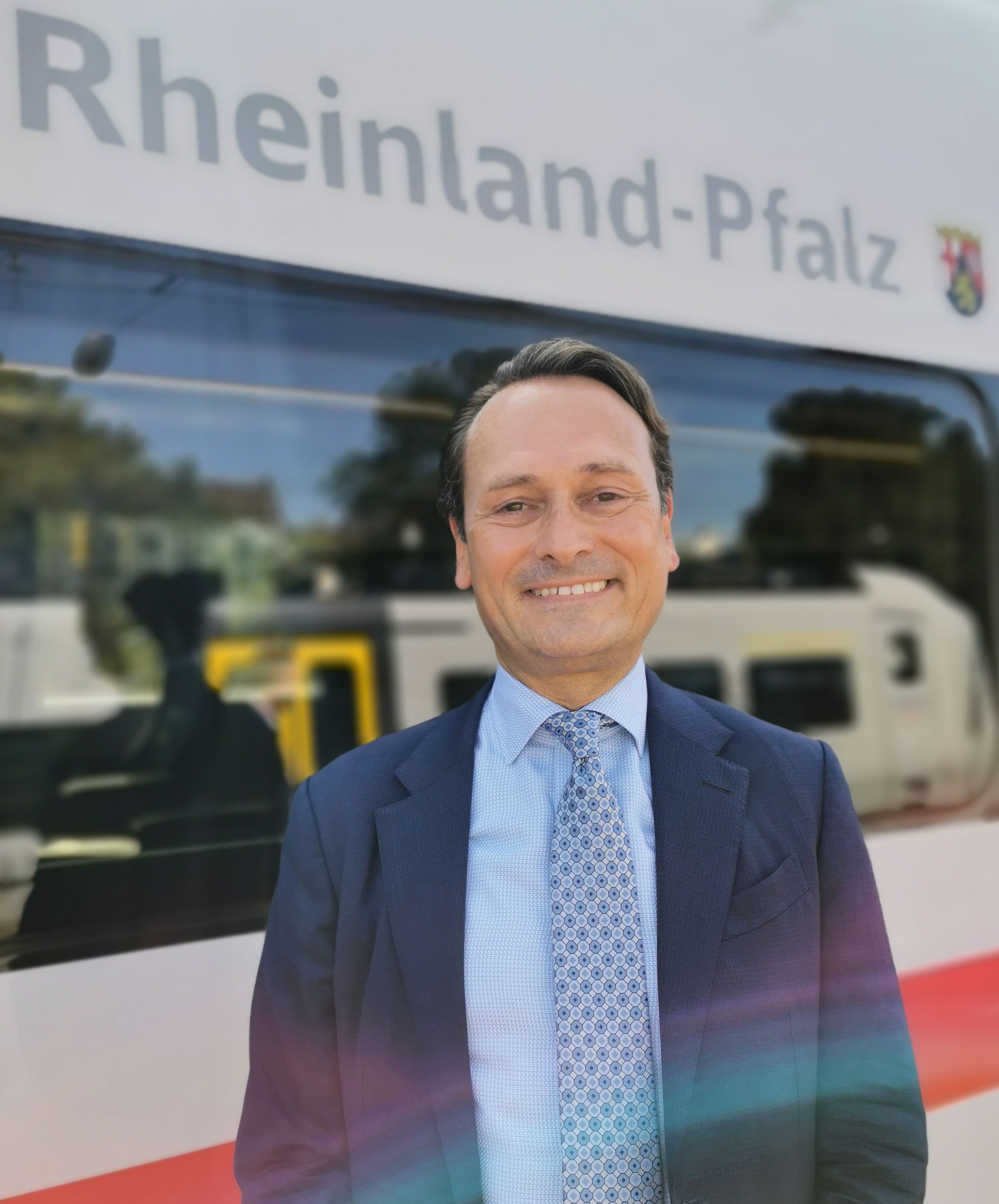
Michael Peterson (* 1970)

- Peterson, Michael Iver (* 1943), US-amerikanischer Politiker und Schriftsteller
- Peterson, Morris (* 1977), US-amerikanischer Basketballspieler
- Peterson, Nick (* 1973), britischer Sänger und Komponist
- Peterson, Norm (* 1939), australischer Politiker, Sprecher des South Australian House of Assembly
- Peterson, Oscar (1925–2007), kanadischer JazzpianistOscar Peterson (1925–2007)

Oscar Peterson (1925–2007)

- Peterson, Patrick (* 1990), US-amerikanischer American-Football-Spieler
- Peterson, Peep (* 1975), estnischer Gewerkschafter und Politiker
- Peterson, Pete (* 1935), US-amerikanischer Politiker
- Peterson, Peter George (1926–2018), US-amerikanischer Unternehmer, Politiker, Manager und Autor
- Peterson, Phillip P. (* 1977), deutscher Science-Fiction-Autor und Diplomingenieur
- Peterson, Pirjo (* 1982), estnische Fußballspielerin
- Peterson, Qwalsius Shaun (* 1975), US-amerikanischer Künstler
- Peterson, Ralph (1962–2021), US-amerikanischer Schlagzeuger, Kornettist, Trompeter und Bandleader des Modern Jazz
- Peterson, Randolph L. (1920–1989), US-amerikanischer Mammaloge
- Peterson, Randy, US-amerikanischer Schlagzeuger und Perkussionist
- Peterson, Ray (1939–2005), US-amerikanischer Rock'n'Roll-Sänger
- Peterson, Rebecca (* 1995), schwedische Tennisspielerin
- Peterson, Richard (1884–1967), norwegischer Tennisspieler

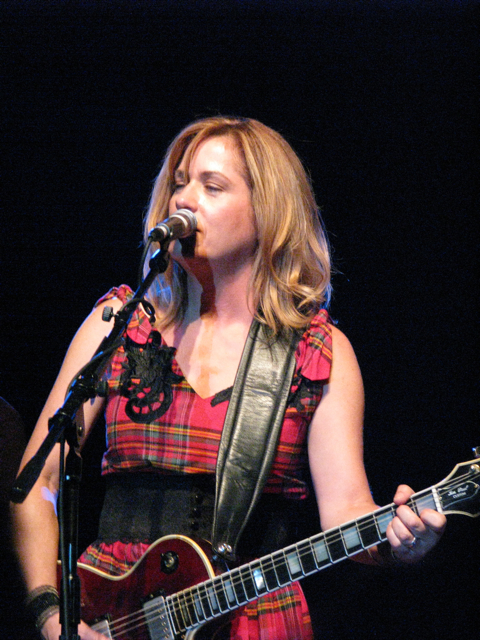
Vicki Peterson (* 1958)

- Peterson, Robert (1888–1968), US-amerikanischer Politiker
- Peterson, Robert (1909–1979), US-amerikanischer Artdirector und Szenenbildner
- Peterson, Roger (1937–1959), US-amerikanischer Pilot
- Peterson, Roger Tory (1908–1996), US-amerikanischer Ornithologe, Naturforscher und Illustrator
- Peterson, Rolf (* 1944), schwedischer Kanute
- Peterson, Ronnie (1944–1978), schwedischer AutomobilrennfahrerRonnie Peterson (1944–1978)

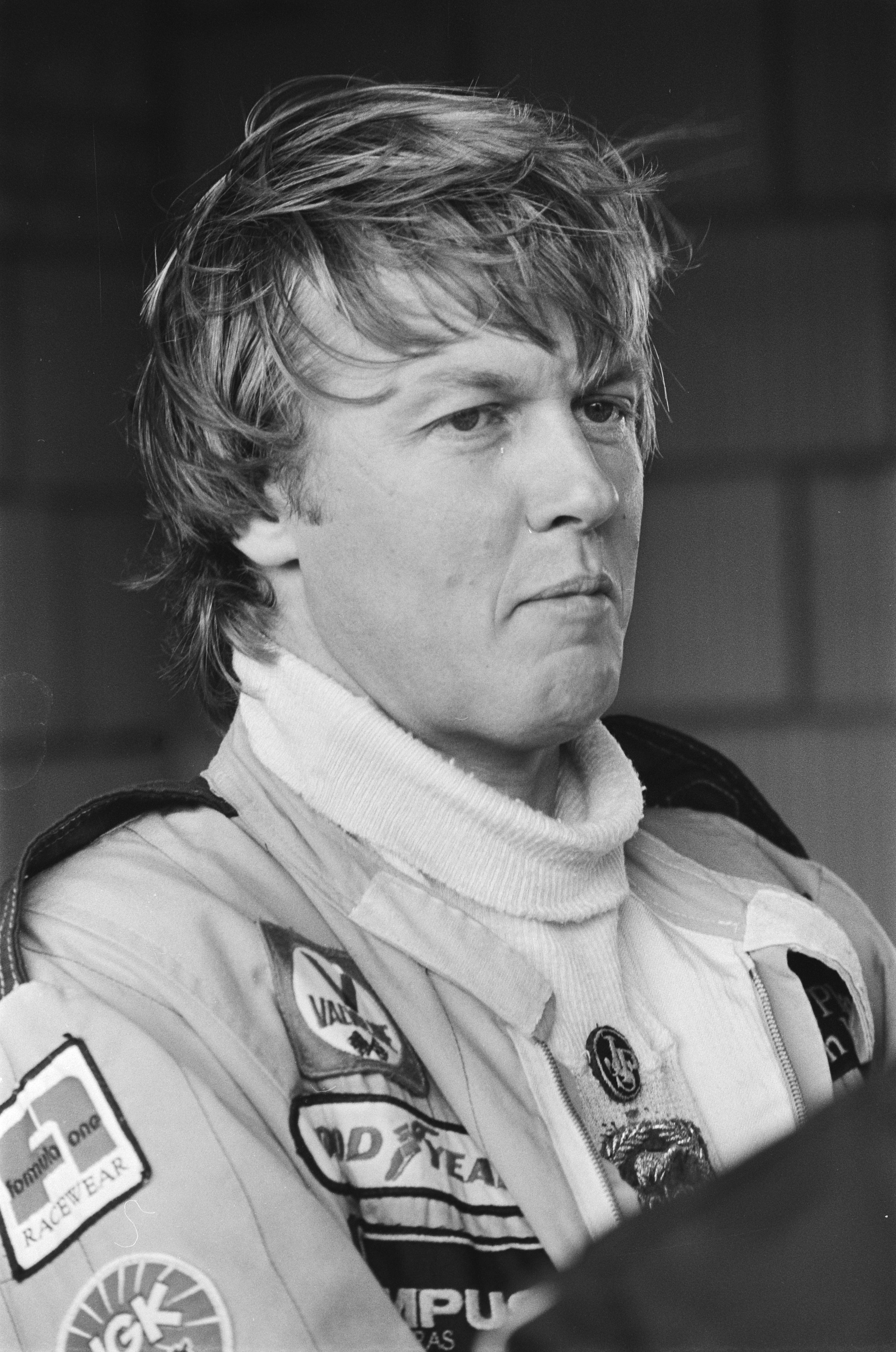
Ronnie Peterson (1944–1978)

- Peterson, Russell W. (1916–2011), US-amerikanischer Politiker
- Peterson, Ruth D., US-amerikanische Soziologin und Kriminologin
- Peterson, Sebastian (* 1967), deutscher Filmregisseur, Drehbuchautor und Animator
- Peterson, Selina (* 1983), deutsche Illustratorin und Grafikdesignerin
- Peterson, Seth (* 1970), US-amerikanischer Schauspieler
- Peterson, Sonja (* 1973), deutsche Wirtschaftsmathematikerin und Volkswirtschaftslehrerin
- Peterson, Sydney (* 2002), amerikanische Paraskilangläuferin
- Peterson, Tabitha (* 1989), US-amerikanische Curlerin
- Peterson, Teodor (* 1988), schwedischer Skilangläufer
- Peterson, Thage G. (* 1933), schwedischer Politiker (Sveriges socialdemokratiska arbetareparti), Mitglied des Riksdag, Minister
- Peterson, Thomas (* 1986), US-amerikanischer Radrennfahrer
- Peterson, Val (1903–1983), US-amerikanischer Politiker, Gouverneur von Nebraska
- Peterson, Vicki (* 1958), US-amerikanische Pop- und RockmusikerinVicki Peterson (* 1958)
- Peterson, Vidal (* 1968), US-amerikanischer Schauspieler
- Peterson, Voldemar (1908–1976), estnischer Fußballspieler
- Peterson, W. Wesley (1924–2009), US-amerikanischer Informatiker
- Peterson, Walter R. (1922–2011), US-amerikanischer Politiker
- Peterson, Wayne (1927–2021), US-amerikanischer Komponist und Hochschullehrer
- Peterson, Wesley, US-amerikanischer Agrarökonom
- Peterson-Berger, Wilhelm (1867–1942), schwedischer Komponist und Musikkritiker
- Peterson-Särgava, Ernst (1868–1958), estnischer Schriftsteller
- Pētersone, Vineta (* 1999), lettische Radrennfahrerin
- Pētersons, Mikus (* 2001), lettischer Leichtathlet

### Peterss
- Peterssen, Edo Friedrich (1827–1900), deutscher Politiker (NLP), MdR
- Peterssen, Eilif (1852–1928), norwegischer Maler
- Peterssen, Friedrich Karl (* 1829), deutscher Schriftsteller und Feuilletonist
- Peterßen, George Rudolf (1826–1903), deutscher Reichsgerichtsrat
- Petersson Bergsten, Clara (* 2002), schwedische Handballspielerin
- Petersson, Alf (1933–2024), schwedischer Leichtathlet
- Petersson, André (* 1990), schwedischer Eishockeyspieler
- Petersson, Friedrich Gustav von (1766–1809), Stabsleutnant
- Petersson, Hans (1902–1984), deutscher Mathematiker
- Petersson, Harald G. (1904–1977), deutscher Drehbuchautor
- Petersson, Håvard (* 1984), norwegischer Curler
- Petersson, Henrik (* 1973), schwedischer Mathematiker und Schriftsteller
- Petersson, Herbert (1881–1927), schwedischer Indogermanist
- Petersson, Holger P. (* 1939), deutscher Mathematiker
- Petersson, Johan (* 1973), schwedischer Handballspieler und -trainer
- Petersson, Jörn (* 1936), deutscher Physiker
- Petersson, Karin (* 1975), schwedische Journalistin
- Petersson, Karl (1879–1950), deutscher Politiker (SPD)
- Petersson, Lars G. (* 1951), schwedischer Menschenrechtsaktivist, Blogger und Buchautor
- Petersson, Magnus (* 1975), schwedischer Bogenschütze
- Petersson, Niels P (* 1968), deutscher Historiker
- Petersson, Petra (* 1966), schwedische Architektin, Professorin und Dekanin der Fakultät für Architektur an der Technischen Universität Graz
- Petersson, Rudolf (1896–1970), schwedischer Comiczeichner und Karikaturist
- Petersson, Thomas (* 1968), schwedischer lutherischer Geistlicher und Bischof von Visby
- Petersson, Torkel (* 1969), schwedischer Schauspieler und Drehbuchautor
- Petersson, Wictor (* 1998), schwedischer Kugelstoßer
- Petersson, William (1895–1965), schwedischer Leichtathlet

### Petersw
- Peterswald, Siegmund von, deutscher Hofbeamter

### Petersz
- Petersz, Peter (1925–1955), deutscher Schauspieler, Hörspielsprecher und Synchronsprecher